# Румыния во Второй мировой войне
Королевство Румыния вступило во Вторую мировую войну на стороне германской коалиции стран Оси 22 июня 1941 года, одновременно с нападением Германии на Советский Союз.
Румынские войска принимали участие в боях на Восточном фронте вместе с германскими. 7 декабря 1941 г. Румыния объявила войну Великобритании, а 12 декабря — США. В 1944 году театр военных действий переместился в Румынию, после чего в стране произошёл государственный переворот. Ион Антонеску и его сторонники были арестованы, к власти пришёл молодой король Михай I. С этого момента Румыния встала на сторону антигитлеровской коалиции. После окончания войны, 30 декабря 1947 король Михай I отрёкся от трона, была провозглашена Народная Республика Румыния (Социалистическая Республика Румыния).

## Предыстория

### Внешняя политика. Сближение с Третьим рейхом

Европа 1 сентября 1939 года

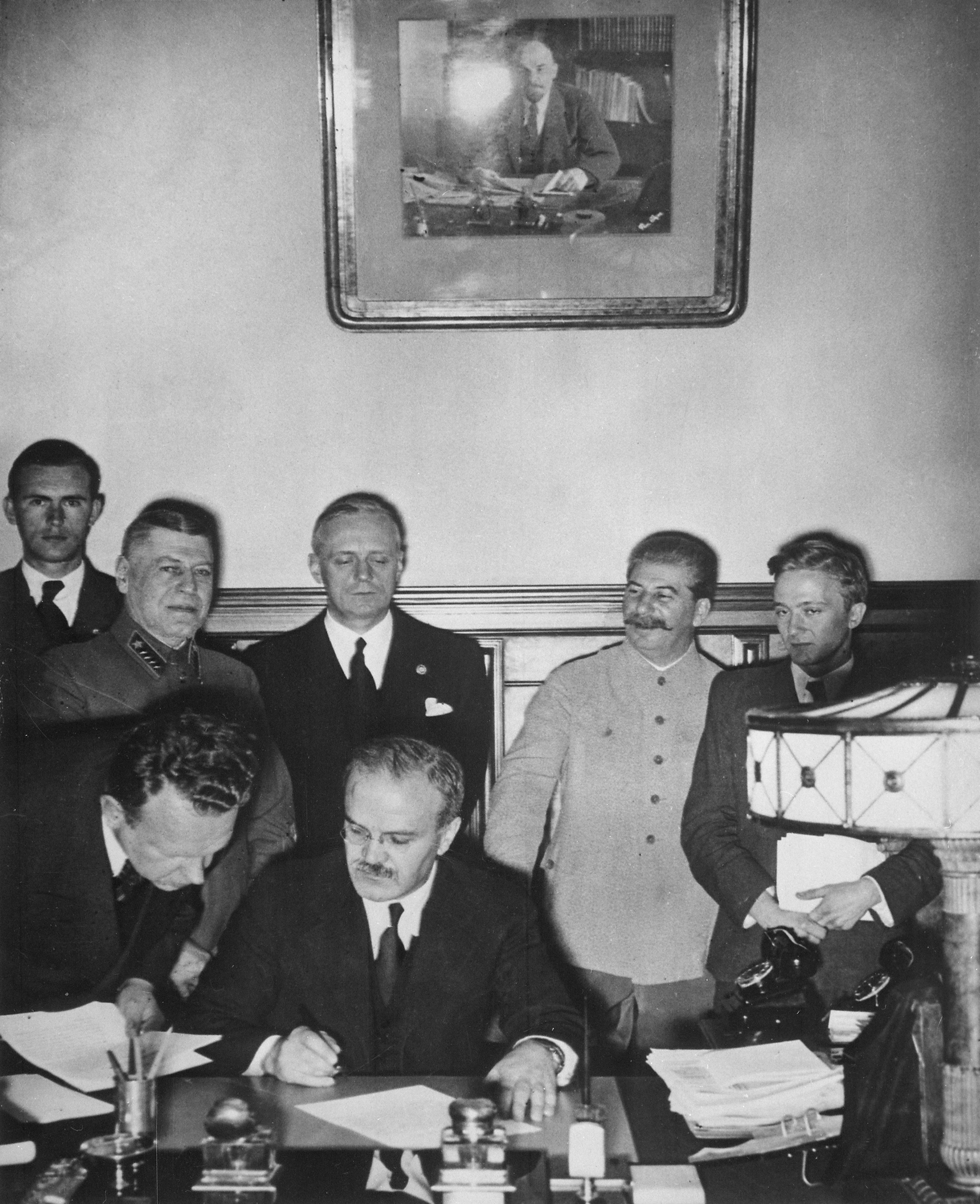
Подписание договора между Германией и СССР

Румыния вступила в Первую мировую войну на стороне Антанты летом 1916 года, в мае 1918-го заключила сепаратный мир с Центральными державами, а за один день до капитуляции Германии вновь объявила ей войну, что позволило ей войти в число стран-победительниц. Французские и британские политики пошли на это, так как считали Румынию хорошим «прикрытием» от коммунизма в Юго-Восточной Европе. Румынские войска принимали участие в войне против советской Венгрии в 1919 году. Румыния также включила в свой состав Бессарабию, на которую позже претендовала Советская Россия.
Однако к 1939 году Версальская система международных отношений окончательно развалилась. Потерпевшая поражение в Первой мировой войне Германия, где к власти пришли национал-социалисты, стала проводить агрессивную экспансионистскую политику. Это повлекло за собой цепочку политических событий, обострявших ситуацию в Европе: аншлюс Австрии, ввод немецких войск в Чехословакию, установление прогерманских режимов в ряде стран Центральной Европы. Политика «умиротворения» Лиги Наций оказалась недостаточно эффективной. Подобная предвоенная ситуация складывалась и в Азии. Японская империя, аннексировав Корею, начала проникать вглубь континентального Китая, основав на его севере два марионеточных государства — Маньчжоу-го и Мэнцзян.
1 сентября 1939 года, в день начала Второй мировой войны, Румыния по-прежнему оставалась партнёром Франции. Начавшаяся 3 сентября «Странная война» не изменила отношения Румынии к её партнёрам в Западной Европе, хотя та сохраняла нейтралитет.
Подписанный Третьим рейхом и СССР за несколько дней до начала войны (23 августа 1939 года) договор о ненападении фактически разделил Восточную Европу на советскую и германскую «сферы влияния». Советский Союз хотел получить у Румынии Бессарабию, которая раньше входила в состав Российской империи. СССР на протяжении 22 лет безуспешно оспаривал принадлежность этого региона. В 1924 году в составе Советского Союза была сформирована Молдавская Автономная Советская Социалистическая Республика — «плацдарм» для создания Молдавской республики в составе Советского Союза.
Весной 1940 года Румыния оказалась в сложном положении. С одной стороны, союзная ей Франция потерпела поражение от Германии, с другой — обострилась ситуация на советско-румынской границе. Там участились инциденты с применением оружия. Советские дипломаты несколько раз предъявляли румынским властям ноты с требованиями вернуть Бессарабию. Складывалась предвоенная ситуация.
|                                                                                                |
|                                                                                                |
| Сверху: карта Великой Румынии (1924); снизу: карта Румынии после территориальных потерь (1941) |

Поражение Франции, а также угроза войны с СССР склонили Румынию к сближению с Германией. Как казалось румынским властям, Третий рейх способен защитить страну от советской угрозы. Однако Адольф Гитлер, придерживаясь договора с СССР, не предпринимал активных действий по отношению к советской стороне. Германия уверяла румынское правительство и короля, что стране ничего не угрожает, но поставляла в Румынию трофейное польское оружие, в обмен получая нефть. 27 июня советские войска у румынской границы и созданная весной особым указом Дунайская флотилия были приведены в боевую готовность. В Румынии в ответ была объявлена мобилизация. Однако в ночь на 28 июня коронный совет Румынии решил передать Бессарабию Советскому Союзу без кровопролития. Утром румынские войска начали отход со всей территории Бессарабии. В полдень советские войска пересекли границу и начали занимать Бессарабию и Северную Буковину. 3 июля операция была завершена, и Бессарабия стала частью СССР. 2 августа того же года была образована Молдавская Советская Социалистическая Республика. В её состав вошла бо́льшая часть МАССР и две трети Бессарабии. Южная часть Бессарабии (Буджак) и остальная территория бывшей МАССР отошли к Украинской Советской Социалистической Республике.
Ещё одной крупной территориальной потерей для Румынии стала передача Северной Трансильвании в состав Венгрии 30 августа 1940 года после Второго Венского арбитража. Эта территория отошла Румынии в 1918 году, после распада Австро-Венгрии, и, согласно Трианонскому договору, находилась в составе Румынии. Передача части Трансильвании Венгрии вызвало румынско-венгерские противоречия, которыми воспользовалась германская сторона для усиления своего влияния в регионе. В случае начала беспорядков в Трансильвании Германия сохраняла за собой право ввести войска в нефтегазоносные области Румынии. Ф. Гальдер в своём дневнике писал: «Гитлер колебался […] между двумя возможностями: или идти вместе с Венгрией, или дать Румынии гарантии против Венгрии».
Однако венгерско-румынский конфликт был улажен при посредничестве Германии. 7 сентября того же года Румыния лишилась ещё одной территории — Южной Добруджи (см. Крайовский мирный договор), полученной в 1913 году по итогам Второй Балканской войны. Южная Добруджа вошла в состав Болгарии. Несмотря на это, государство попадало во всё большую зависимость от Третьего рейха. 23 ноября Румыния присоединилась к Берлинскому пакту, одновременно начались переговоры с диктатором Италии Бенито Муссолини.

### Приход к власти Иона Антонеску. Великая Румыния

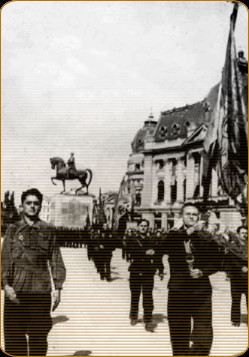
Манифестация членов «Железной Гвардии» в сентябре 1940 года

После крупных территориальных потерь король Кароль II окончательно потерял доверие политиков и народа, который также разуверился в политике властей из-за процветающей коррупции. Этим воспользовались фашистские и националистические организации, желавшие восстановления Румынии в границах 1939 года — «Великой Румынии». Среди этих организаций выделялась «Железная Гвардия» во главе с Корнелиу Зеля Кодряну.
Корнелиу Кодряну в 1923 году стал одним из основателей LANC (Национальной Христианской Лиги), которая на парламентских выборах 1926 года набрала 120 000 голосов и получила 10 мест в парламенте. Несмотря на свои антиеврейские лозунги, антисемитизм не был положен в основу программы партии. В 1927 году Кодряну вышел из партии, так как считал программу LANC недостаточно проработанной и выступал за радикальные методы борьбы. В том же году он основал собственную националистическую организацию — Легион Архангела Михаила («Железная Гвардия»). Легион стал идеологическим противником LANC. В 30-х годах Легион приобрёл популярность среди избирателей и стал участвовать в парламентских выборах, получая с каждым разом всё больше мест в парламенте. Тогда же Ион Антонеску установил контакт с легионерами.

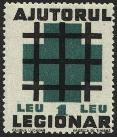
Почтовая марка с эмблемой «Железной Гвардии» и надписью «помогите легионерам», выпускавшаяся накануне выборов в парламент 1931 года. Деньги, полученные от продажи марок, шли на развитие Гвардии

В то же время отношения с королём ухудшались, и в 1938 году Легион был распущен, а по стране прокатилась волна обысков и арестов. Тогда же «Железная Гвардия» для борьбы со своими противниками организовала партию T.P.Ț., или «Все для Родины» (рум. Totul Pentru Țară [Тотул Пентру Царэ]). Кароль II разогнал легионеров только потому, что стремился подчинить себе эту фашистскую организацию, а для начала необходимо было её ослабить. С этой целью Кодряну был арестован, а его место во главе Легиона занял Хория Сима. Сима начал террор и милитаризацию организации. Также от политики был отстранён Антонеску, который попал под домашний арест. Во время визита Гитлера в Румынию по стране прокатилась волна насилия на национальной почве, организаторами которой стали члены «Железной Гвардии».
В начале сентября 1940 года, после потерь огромных территорий, «Железная Гвардия» перешла к решительным действиям. 5 сентября под давлением радикалов Кароль II вынужден был отречься от престола в пользу своего девятнадцатилетнего сына Михая I и бежал с женой на поезде в Югославию. В Тимишоаре поезд был перехвачен легионерами, им противостояли верные Каролю II работники станции. Развязался бой, однако поезд вовремя покинул город и пересёк границу. 15 сентября было сформировано новое фашистское правительство, в котором преобладали члены «Железной Гвардии» и лидером которого стал Ион Антонеску. Вице-премьером был назначен Хория Сима. Михай превратился в марионеточного короля, подчинённого фашистскому правительству. Румыния была провозглашена «национал-легионерским государством». В ноябре 1940 года Антонеску подписал в Берлине договор о присоединении Румынии к Оси.
Придя к власти, «Железная Гвардия» начала проводить политику террора. Антонеску пытался управлять ситуацией, но легионеры действовали по-своему. Это привело к тому, что за несколько месяцев цены выросли в 3—4 раза, а ситуация в стране стала крайне нестабильной. В ноябре по стране прошла ещё одна волна политических убийств и террора. В ночь на 26 ноября состоялись самые масштабные убийства. Сторонники «Железной Гвардии» проникли в тюрьмы, где находились арестованные идеологические противники и члены старого правительства, и убили их. Эти действия нашли поддержку у политических деятелей нацистской Германии. «Такая мера [убийства противников Гвардии] является единственной, поскольку это никогда не могло быть осуществлено при помощи обычного правосудия, которое ограничено параграфами и всегда зависит от формальностей параграфов» — писал Симе Генрих Гиммлер.

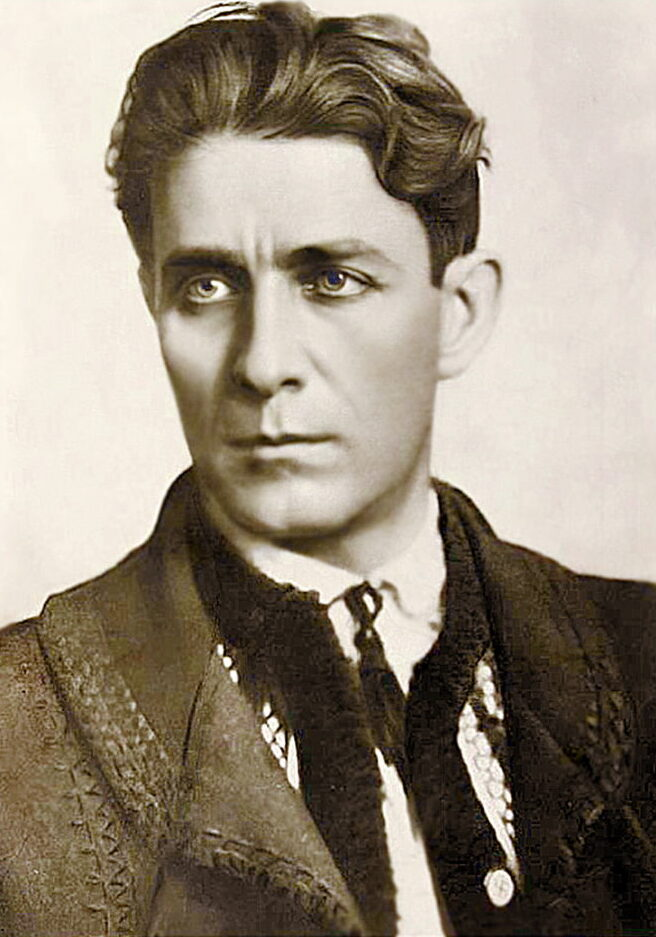
Корнелиу Зеля Кодряну

В январе 1941 года убийства полностью вышли из-под контроля правительственных кругов. 21 января легионеры восстали. Восстание началось в форме еврейских погромов 19 января, однако переросло в мятеж, также расцениваемый как путч. Восставшие проявляли жестокость по отношению к евреям, полицейским и войскам. Погромы прокатились по всем крупным городам Румынии. Хория Сима надеялся, что Гитлер поддержит его, однако тот встал на сторону Антонеску. 23 января бои в Бухаресте прекратились. Румынские войска подавили мятеж. «Железная Гвардия» и старое правительство были распущены. Вся полнота власти в стране перешла в руки Антонеску. Правительство и парламент состояли из его сторонников, а молодой король оставался марионеткой. Он объявил себя кондукэтором (вождём) Румынии. В марте того же года Антонеску заявил, что вынужден пойти на союз с Германией, поскольку со стороны Великобритании Румыния не получит реальной поддержки, а союз с СССР невозможен «по моральным критериям».
Румынские националисты пытались восстановить Великую Румынию. Вынашиваемые в Бухаресте планы по изменению румынских границ поддерживались Берлином. Однако Германия не собиралась возвращать румынскому государству Южную Добруджу и Северную Трансильванию. Она поощряла расширение румынских границ на восток. В Румынии начали появляться труды, согласно которым т. н. «Транснистрия» — историческая румынская территория, а её население — обрусевшие румыны. Накануне Второй мировой войны румынскими радикальными политиками планировалось провести новую румынскую границу по Южному Бугу, но иногда высказывались предложения установить её по Днепру или ещё восточнее. Позже в ходе войны доходило до абсурда — так, газета «Курентул» писала, что новую румынскую границу нужно провести по Уралу и обеспечить создание «Румынской империи до ворот Азии», то есть создать «жизненное пространство» для румын.

## Вторая мировая война

### Вооружение и состояние армии
В начале Второй мировой войны румынская армия была сравнительно[уточнить] плохо вооружена. Не хватало[уточнить] бронетехники и по-прежнему широко применялась кавалерия, поэтому в первые месяцы войны пехота часто действовала самостоятельно. Из всех стран Оси Румыния обладала наибольшим контингентом кавалерии на фронте. Это были 1, 5, 6, 7, 8 и 9-я кавалерийские бригады[a]. Все кавалерийские части делились на рошиоров и каларашей, однако из-за модернизации армии различия между этими видами кавалерии исчезли. В пехотной дивизии было 17 715 человек, она имела 13 833 винтовки Vz. образца 1924 года, 572 пулемёта, 186 орудий и миномётов (75-мм полевые орудия, 100-мм гаубицы, 37-мм и 47-мм противотанковые орудия).

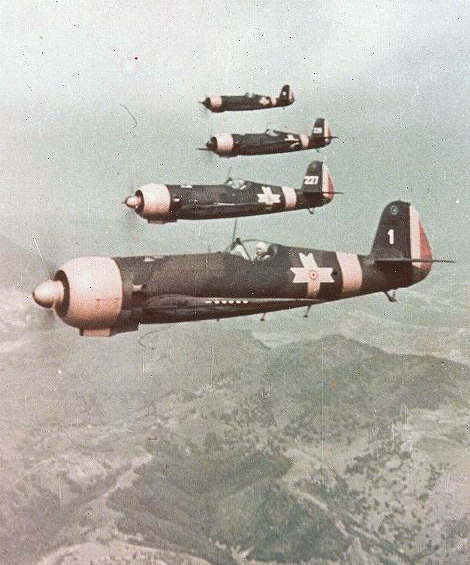
Румынские IAR 80 на боевом вылете

Из бронетехники, закупленной до войны за границей или изготовленной внутри страны по лицензии, румынские войска имели 76 старых Рено FT-17, R-1 (модернизированные чехословацкие CKD-Praga — 35 единиц), R-2 (чехословацкие LT vz.35 — 126 единиц), R 35 (75 единиц), а также 14 интернированных польских танкеток ТК. Уже в ходе войны к ним добавились немецкие Pz 35(t) — 26, Pz 38(t) — 50, PzKpfw III — 11 и PzKpfw IV — 138. Кроме них из Германии поступили 118 StuG III. В румынской армии также использовалось трофейное оружие, захваченное германскими войсками во время различных кампаний. Это было польское, советское и американское оружие, в том числе танки M3 Lee, Т-38 и Т-60. На базе Т-60 в Румынии выпустили небольшую серию САУ TACAM T-60, вооружённую трофейной 76-мм пушкой Ф-22, а на основе R-2 — TACAM R-2. Из противотанковых орудий широко использовались Pak 40 и 37-мм пушка Бофорс, в 1943 году поступила на вооружение 75-мм противотанковая пушка собственного производства.
Румынские ВВС в основном комплектовались продукцией авиазавода IAR Brașov в Брашове. Этот завод был одним из крупнейших в Юго-Восточной Европе, на нём работало около 5000 человек. На заводе собирали самолёты IAR 80, IAR 81, IAR 37, IAR 38, IAR 39, а также производили авиамоторы и комплектующие для этой техники. Завод покрывал более 50 % потребностей румынских ВВС. Остальные самолёты завозились из-за рубежа. Это польские PZL P.11, PZL P.24, PZL.23 Karaś, PZL.37 Łoś, французские Potez 25, Potez 540, Potez 630, британские Hurricane Mk I, Blenheim Mk I и прочие. Много самолётов было завезено из Германии: Heinkel He 111, Heinkel He 112, Henschel Hs 129, Messerschmitt Bf.109, Junkers Ju 87, Junkers Ju 88.
Накануне войны румынский флот имел три миноносца и четыре эсминца, одну подводную лодку, 19 канонерских лодок и сторожевых, минных и торпедных катеров, а также 2 вспомогательных крейсера. Дунайская дивизия имела 7 мониторов, 3 плавучие батареи, 2 броне и 4 сторожевых катера, группу батарей и 3 батальона морской пехоты. К тому же, кроме истребителей, бомбардировщиков и самолётов остальных классов, румынская сторона обладала гидросамолётами итальянской компании Savoia-Marchetti.

### Вторжение в СССР

#### Бессарабия и Буковина

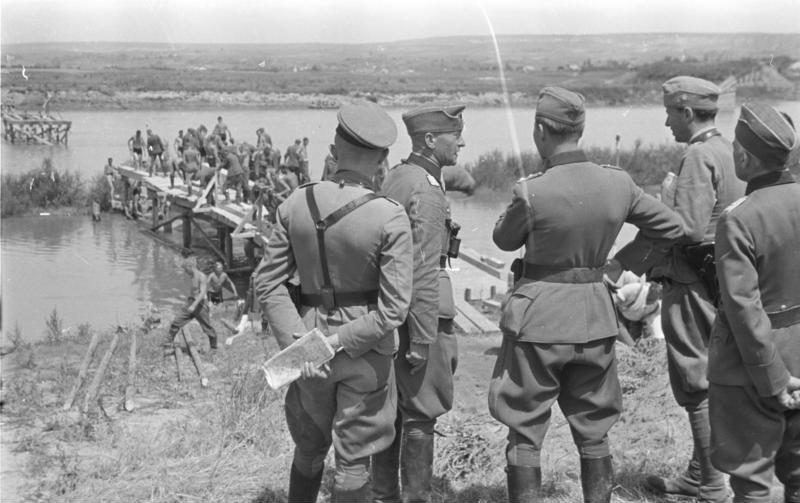
Румынско-германские войска 22 июня 1941 года на реке Прут

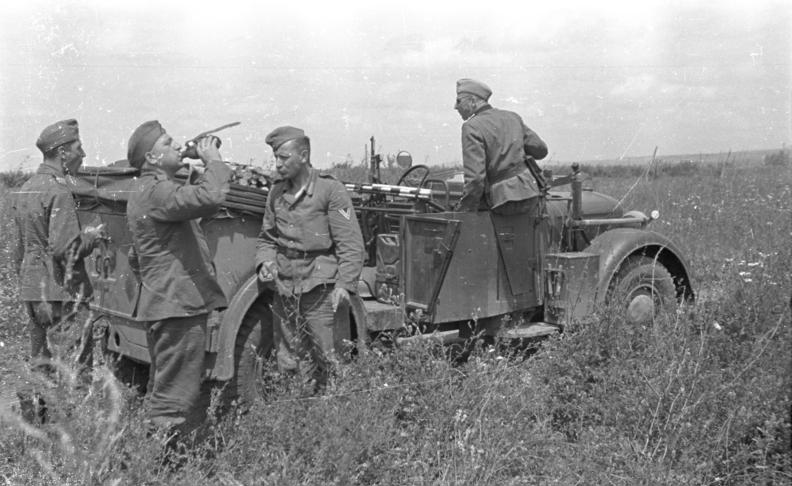
Германская пехота на румынской стороне Прута

Первые германские войска численностью 500 000 человек прибыли в Румынию ещё в январе 1941 года под предлогом защиты режима Антонеску от «Железной Гвардии». Также в Румынию был переведён штаб 11-й немецкой армии. Однако немцы расположились возле нефтяных месторождений, так как боялись потерять доступ к румынской нефти в случае бо́льших бунтов легионеров. К тому моменту Антонеску успел заручиться поддержкой Третьего рейха в борьбе против легионеров. В свою очередь, Гитлер потребовал, чтоб Антонеску содействовал Германии в войне против СССР. Несмотря на это, никаких совместных договоров не было заключено.
К началу Великой Отечественной войны к румынско-советской границе были стянуты 11-я немецкая армия и части 17-й немецкой армии и 3-я и 4-я румынские армии общей численностью более 600 000 человек. Румынское командование планировало захватить небольшие плацдармы на левом берегу Прута (реки, по которой проходила на тот момент восточная румынская граница) и с них развернуть наступление. Плацдармы располагались на расстоянии 50—60 км друг от друга.
В 3:15 утра 22 июня Румыния атаковала СССР. Страна вступила в войну на стороне Третьего Рейха за возвращение отнятых Советским Союзом земель. Румынская авиация в первые часы боёв нанесла воздушные удары по территории СССР — Молдавской ССР, Черновицкой и Измаильской областям Украинской ССР, Крымской АССР РСФСР. Одновременно с южного берега Дуная и правого берега Прута начался артиллерийский обстрел приграничных населённых пунктов. В тот же день после артподготовки румынские и германские войска форсировали Прут близ Старых Куконешт, Скулян, Леушен, Чоры и в направлении Кагула, Днестр у Картал, а также попытались форсировать Дунай. План с плацдармами был реализован частично: уже 24 июня советские пограничники уничтожили все румынские войска на территории СССР, за исключением Скулен. Там румынская армия заняла оборону. Румынским войскам противостояли 9-я, 12-я и 18-я советские армии, а также Черноморский флот.

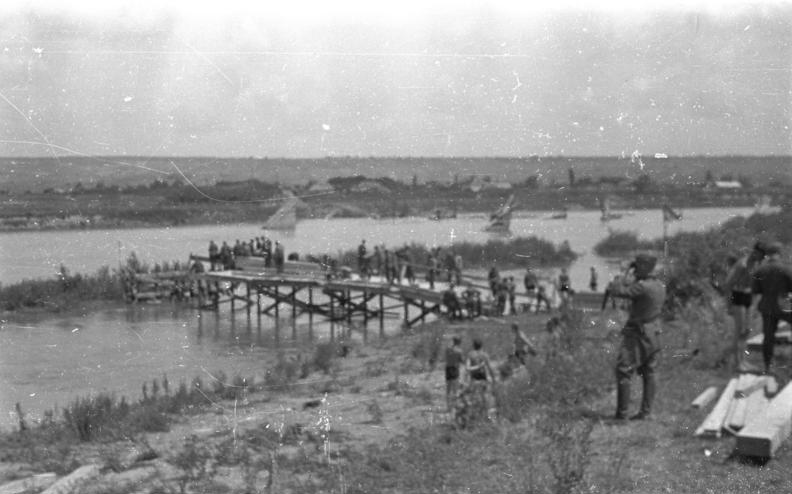
Сооружение переправ через Прут германско-румынскими войсками

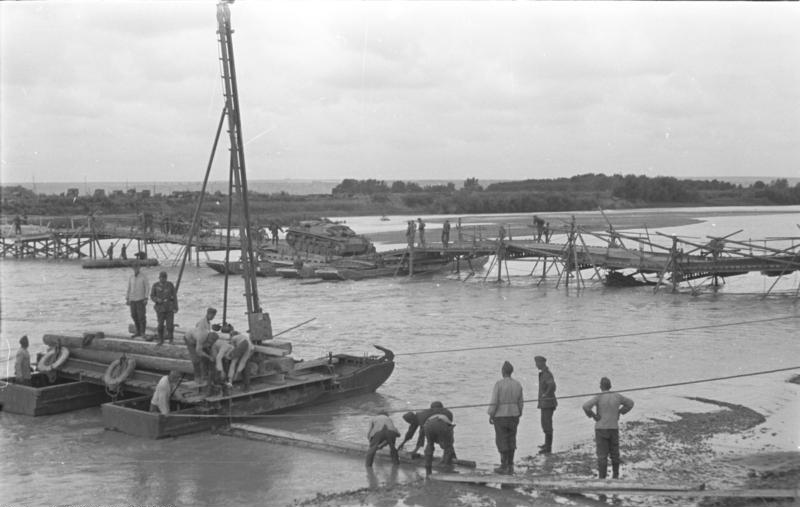
Переправа StuG III через Прут (на заднем плане)

23 июня авиация Черноморского флота предприняла авианалёт на румынские города Констанца и Сулина. 26 июня удар по порту Констанца нанесла специально созданная ударная группа Черноморского флота в составе лидеров «Харьков» и «Москва». Их поддерживали крейсер «Ворошилов» и эскадренные миноносцы «Сообразительный» и «Смышленый». Корабли выпустили 350 снарядов 130-мм калибра. Однако ответным огнём 280-мм немецкая батарея накрыла лидер «Москва», который при отходе подорвался на мине и затонул.
29 июня советские войска стали готовиться к выводу с территории Бессарабии, Буджака и Буковины. Одновременно румынские войска предприняли ещё одну попытку форсировать Прут и Днестр. На этот раз они захватили несколько плацдармов, а плацдарм у Скулен был расширен. Однако румынско-германские войска не могли форсировать Дунай, поэтому здесь постоянно вёлся обстрел северного берега реки. Румыны обстреливали Измаил, Килию и Вилково. Чтобы подавить батареи на южном берегу, советское командование решило провести наступление на север Добруджи. 25 июня генерал Д. Г. Егоров возглавил операцию по десантированию на румынской территории. В операции приняли участие 79-й погранотряд, 51-я и 25-я стрелковые дивизии. 26 июня в Румынии был захвачен плацдарм протяжённостью 76 км[b]. Румынские войска попытались ликвидировать прорыв, однако это им не удалось. В итоге советские войска покинули румынскую территорию самостоятельно в ходе общего отступления в июле. В то же время к концу июня на северо-западе Румынии скопилось большое количество немецких войск, и перевес в центре и на севере Бессарабии был на стороне Румынии.
Утром 2 июля 11-я немецкая и 4-я румынская армии перешли в наступление в районе Бельц. Советское командование предвидело такой поворот событий, но не смогло точно определить, где будет нанесён главный удар. Из-за этого советские войска были сосредоточены на могилёв-подольском направлении, в 100 км севернее Бельц. В первые часы наступления румынско-германские войска успешно атаковали на Пруте, нанеся два удара от Ясс. В итоге румынские войска прорвали советскую оборону на 10 км, приблизившись к Бельцам на линию Столничены — Зайкани — Чучуля — Кулугар-Соч — Бушила. К 5 июля румынско-германские армии на Бельцком направлении прошли ещё 30 км, в то же время развернув наступление на Черновцы. Части РККА не успевали передислоцироваться к Бельцам, и этим воспользовалось немецкое командование. К тому же советская сторона неправильно оценила силы противника. По её данным, на Бельцы наступало около 13 моторизированных и танковых, а также 40 пехотных дивизий. Однако эти данные были неверными. На этом участке фронта не было танковых дивизий, а численность пехоты была преувеличена в два раза. Советский командир И. В. Тюленев приказал частям отступить. 7 июля этот приказ был отменён Главным Командованием, а также было приказано провести контрнаступление.
3 июля советские войска покинули все оборонительные рубежи у Прута. В дальнейшем румынские войска заняли левый берег реки, продолжив наступление в Бессарабии. 4 июля части 3-й румынской армии развернули наступление на Хотин, однако части РККА предприняли контрнаступление в этом регионе. 6 июля румынские войска вновь атаковали Хотин. 7 июля им удалось окружить город с юга и севера, а вечером город и соседние сёла были оставлены советскими войсками. После взятия города румынско-германские войска начали отрезать пути для отступления советским армиям. Для этого часть войск была направлена к Могилёву-Подольскому, а другая часть атаковала Сороки.

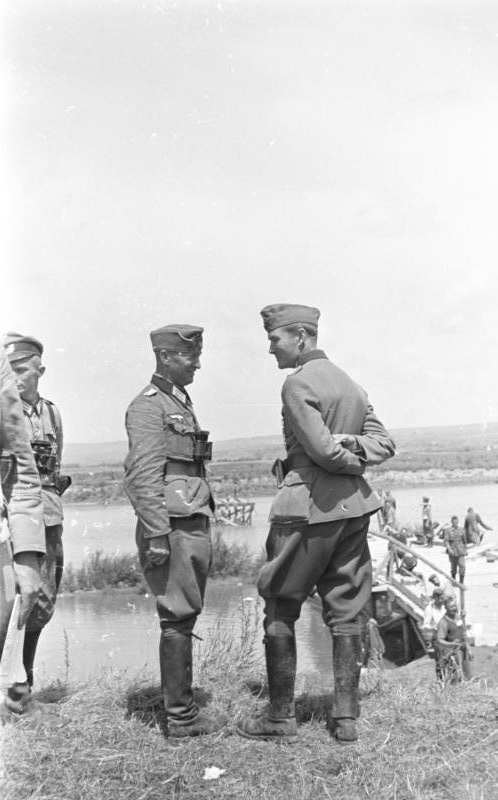
Немецкие офицеры у Прута

К тому моменту германско-румынские войска прекратили наступление. У них закончилось топливо, они понесли потери в 8000 человек убитыми. 10 июля советские армии остановили наступление румын. Вновь начались позиционные бои. Тем временем советская авиация наносила авиаудары по прифронтовым городам Румынии. Основными целями для флота и авиации стали Констанца и Плоешти, где находились нефтепромыслы и нефтехранилища.
В середине июля РККА покинула Северную Буковину, а также начала отвод частей из Молдовы и Аккерманской области, отойдя на 80 км от Прута. На юге Бессарабии появился выступ фронта, на котором находилась 9-я советская армия. Вокруг неё — на юге и на севере — велось наступление румынских войск. 11 июля эта армия покинула Бессарабию, отойдя к Днестру, и открыла путь к Бендерам, Тирасполю и Одессе. 12 июля румынские войска взяли под свой контроль Сороки, а 13 июля развязался бой за Кишинёв. Столица Молдавской ССР пала 16 июля, 21 июля советские войска оставили Бендеры, незадолго до этого взорвав мост через Днестр. Через два дня 23 июля румынские войска вошли в Бендеры. Теперь вся Бессарабия и Буковина находились под контролем Румынии, а линия фронта переместилась к Днестру.

#### Битва за Одессу
После того как 9-я советская армия открыла путь на Заднестровье, в частности, на Одессу, Гитлер 27 июля попросил Антонеску, чтоб румынская армия содействовала Германии и за Днестром. 31 июля Антонеску дал согласие, хотя 3-я румынская армия форсировала реку севернее Тирасполя ещё 17 июля. После того как группа армий «Юг» заняла Подолье, Одесская область оказалась окружена с севера и запада. Фронт проходил по линии Чигирин — Вознесенск — Днестровский лиман. По мнению советского командования, это создавало угрозу для Одессы. 4 августа Ставка Верховного Главнокомандования распорядилась оборонять город, а 19 августа был создан Одесский оборонительный район. В этот район входили 25-я и 95-я стрелковые, а также 1-я кавалерийская дивизии в составе Приморской армии. К армии присоединились добровольцы, и численность советских войск в городе возросла до 34 500 человек. Началось сооружение трёх оборонительных рубежей, на работы по укреплению Одессы ежедневно выходило от 10 000 до 12 000 горожан. Кроме того, в самом городе было сооружено 250 баррикад. Однако армии, дислоцировавшиеся в Одессе, не успевали строить укрепления.
Для взятия Одессы была выделена 4-я румынская армия под командованием Николае Чуперкэ, численность которой с подкреплениями и союзными войсками составила 340 200 человек. Она форсировала Днестр у устья 3 августа, а 8 августа получила приказ разбить противника на южных подступах к городу. Однако Черноморский флот помешал румынским войскам развернуть наступление с юга. Поэтому 4-я армия 13 августа обошла город с севера, полностью отрезав его от сообщения с Советским Союзом по суше. Одесса оказалась в кольце. К тому моменту части РККА завершили работы по сооружению рубежей обороны и укреплению города.

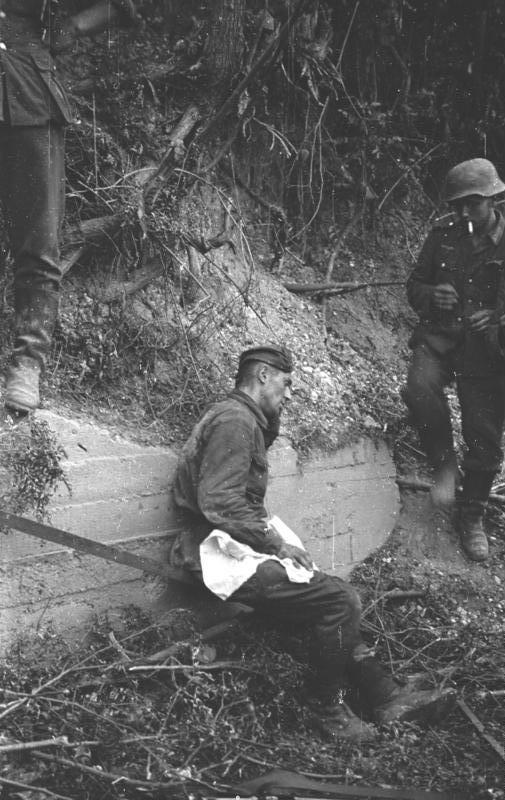
Советский солдат, захваченный в плен во время боёв на Днестре

15 августа части 4-й румынской армии развернули наступление на Одессу с севера в таком порядке: 3-й корпус и отдельные части 5-й дивизии в центре, оставшаяся часть 5-й дивизии на левом фланге. В резерве остались 9-я кавалерийская бригада и 1-я моторизированная дивизия. В конце августа к городу прибыли подкрепления: 8-я и 14-я пехотные дивизии. Штурм города проводился в направлении Булдынки и Сычавки, но был безуспешным. 17 и 18 августа город был атакован повторно. На этот раз наступление велось по всему периметру Одессы. Советские войска были вынуждены оставить Карсталь и несколько пригородных районов. 20 августа румынские войска заняли Александровку и Гильдендорф. 24 августа румынские войска преодолели сопротивление защитников города, прорвав советские оборонительные рубежи и подойдя вплотную к Одессе. Наступление было приостановлено. По городу начали наноситься авиаудары, всего за время блокады Одессы авиация стран Оси совершила 2405 боевых вылетов, из них 200 против флота. Румынская сторона и германские войска задействовали 7857 самолётов. В первую очередь бомбился Одесский порт и морские подходы к городу, откуда советским войскам шла помощь. В бомбардировке приняли участие 27-я и 51-я бомбардировочные эскадры и 2-я группа 77-й истребительной эскадры люфтваффе, на город было сброшено 1974 тонн авиабомб. Однако снабжение германских военно-воздушных сил боеприпасами было недостаточным. Для борьбы с флотом требовались морские неконтактные мины, которыми не были обеспечены германские эскадрильи. В связи с этим действия румынской и немецкой авиации против Черноморского флота были затруднены.
5 сентября наступление румынских войск было приостановлено. 12 сентября к ним подошли подкрепления. Сразу после этого была предпринята ещё одна попытка взять город. Румынское командование ставило перед собой цель выйти к Сухому лиману через Дальник, тем самым полностью отрезав город от сообщения с СССР, а также заняв новые позиции для обстрела Одессы.

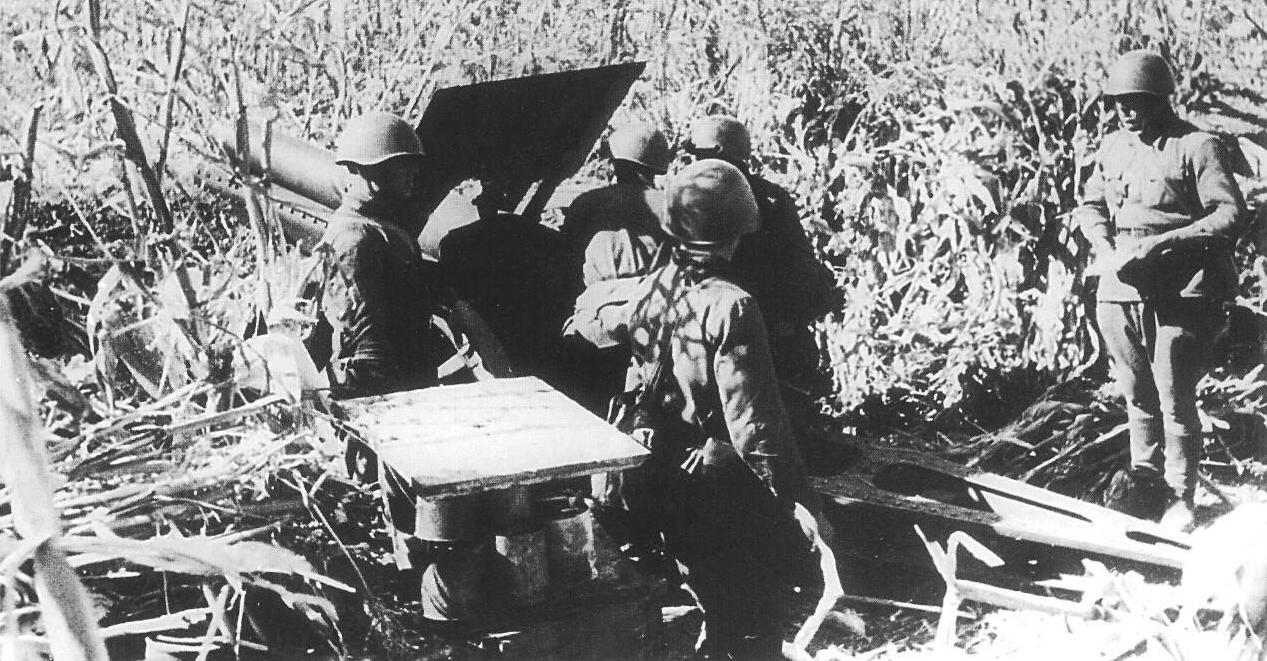
Советский артиллерийский расчёт под Одессой

22 сентября советские 157-я и 421-я стрелковые дивизии, а также 3-й полк морской пехоты контратаковали на левом фланге. Пехота атаковала Дофиновку, а морской десант был высажен у Григорьевки. Это временно изменило ситуацию. Теперь оборону заняли румынские войска, а 4-я румынская армия оказалась в критическом положении. Тем временем в Бухаресте шли переговоры румынской и германской сторон о целесообразности дальнейшей осады города. Румынская сторона требовала немедленно предоставить ей подкрепления, так как понесла большие потери в живой силе. Одновременно Ставка Верховного Главнокомандования СССР решила, что оборонять город смысла нет. Фронт ушёл далеко на восток и Одесса потеряла стратегическое значение. 30 сентября Ставка Верховного Главнокомандования издала указ об эвакуации из города. 16 октября засекреченная от румынских войск эвакуация частей РККА из города завершилась, при этом город был оставлен без потерь. Одесса попала под контроль Румынии, став новой столицей Транснистрии.
Румынская армия потеряла ранеными, убитыми и пропавшими без вести 90 000 человек, из них 28,5 % — офицерский состав. В ходе операции румынские ВВС потеряли 40 самолётов, когда потери СССР составили 226 самолётов и только 9 кораблей. Безвозвратные потери СССР в живой силе составили 16 578 человек.
На территории Румынии были развернуты многочисленные лагеря для советских военнопленных: в Слобозии, в районе Брашова, Галаца, Васлуя, Александрии и Тимишоары. При этом, советских военнопленных «румынской национальности» предписывалось освобождать. Румынская анкета военнопленного походила на немецкую: в неё заносились фамилия, имя и отчество пленного, его национальность, отпечатки пальцев, указывались род войск, гражданская профессия, приметы, состояние здоровья и перемещения из лагеря в лагерь.
О низких мужестве и дисциплине румынских солдат свидетельствовали даже официальные правительственные источники в Бухаресте. По данным военного кабинета Румынии, отношения между румынскими и немецкими солдатами были «одними из худших», часто происходили избиения и даже убийства немцами румынских военнослужащих.

#### Оккупация Буковины, Бессарабии и междуречья Днестра и Буга

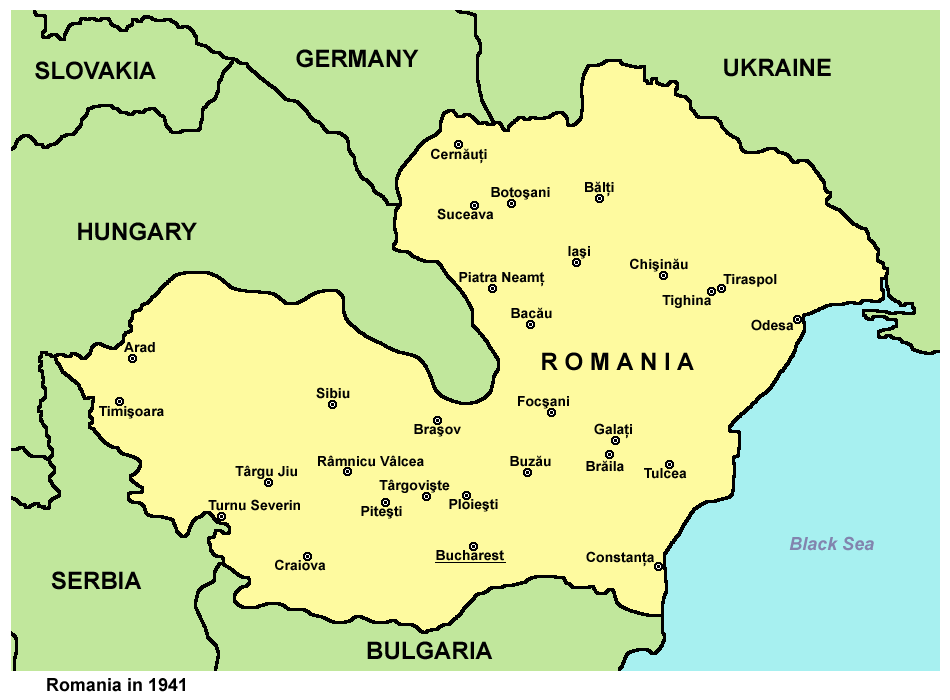
Территории, контролируемые Румынией осенью 1941 года.

Гитлер дал согласие на присоединение Бессарабии, Буковины и междуречья Днестра и Южного Буга к Румынии. Эти территории попали под контроль румынских властей, на них были учреждены Буковинское губернаторство (под управлением Риошяну), Бессарабское губернаторство (губернатор — К. Войкулеску) и Транснистрия (губернатором стал Г. Алексяну). Столицей Буковинского губернаторства стали Черновцы, Бессарабского — Кишинёв, а Транснистрии — сначала Тирасполь, а потом Одесса.
Эти территории (в первую очередь Транснистрия) были необходимы Антонеску для экономической эксплуатации. На них проводилась активная румынизация местного населения. Антонеску требовал от местных властей вести себя так, как будто «власть Румынии установилась на этой территории на два миллиона лет», и заявлял, что пора переходить к экспансионистской политике, которая включала в себя эксплуатацию всех видов ресурсов на захваченных территориях. Он говорил:
Не секрет, что я не намерен упускать из рук то, что приобрёл. Транснистрия станет румынской территорией, мы её сделаем румынской и выселим оттуда всех иноплеменных. Во имя осуществления этой цели я готов вынести на своих плечах все тяжести…
Мы оказались перед фактом, что должны выводить людей на работу насильно. Вывели их насильно, и теперь они начали выходить, ибо мы в этом нуждаемся. Я попросил в одном из своих донесений, чтобы в отношении жандармерии Вы нам разрешили перестроить систему администрирования в Транснистрии. Сегодня мы остро нуждаемся в жандармах и армии, которые бы принуждали людей выходить на работу…
Румынская администрация все местные ресурсы, ранее являвшиеся государственной собственностью СССР, раздавала румынским кооперативам и предпринимателям для эксплуатации. Проводилась мобилизация местного населения для обслуживания нужд румынской армии, что вело к ущербу для местного хозяйства из-за оттока рабочей силы. На занятых территориях активно использовался бесплатный труд местного населения. Жителей Бессарабии и Буковины использовали для ремонта и строительства дорог и технических сооружений. Декретом-законом № 521 от 17 августа 1943 года румынской администрацией были введены телесные наказания рабочих. Также местные жители регионов вывозились в Третий рейх в качестве остарбайтеров. С подконтрольных Румынии территорий в Германию угнали около 47 200 человек.
В сельском хозяйстве использовался труд «трудовых общин» — бывших колхозов и совхозов. Каждая община имела в распоряжении от 200 до 400 га земли и состояла из 20—30 семей. Ими выращивались сельскохозяйственные культуры как для своих нужд, так и для нужд румынских войск и администрации. В общинах и хозяйствах не занимались скотоводством, так как весь скот был экспроприирован румынской армией. Из всего произведённого в общине за год румынские власти разрешали оставлять на пропитание только по 80 кг зерна на взрослого и 40 кг на ребёнка, остальное конфисковывалось. В городах и прочих населённых пунктах, где не занимались сельским хозяйством, была введена карточная система покупки хлеба. За день один человек получал от 150 до 200 г хлеба. В 1942 г. Антонеску издал распоряжение, согласно которому нормы выдачи продовольствия на территории Бессарабии сокращались до минимума (по видимому, таковым служил минимум по калориям, необходимый для физического выживания), при этом урожай собирался под надзором полиции и жандармерии, а сельскохозяйственные продукты, вплоть до отходов производства, передавались в ведение местных румынских инстанций.

В качестве денег в Транснистрии использовались оккупационные рейхсмарки, в Бессарабском и Буковинском губернаторствах — румынские леи. Румынскими властями был принудительно установлен курс: 1 оккупационная рейхсмарка = 60 румынских леев = 10 советских рублей. На чёрном рынке продолжали хождение советские рубли, которые почти исчезли из оборота в 1941—1943 годах. В 1944 году в связи с начавшимся контрнаступлением советских войск рубль вновь начал хождение, на этот раз его курс сильно возрос. Главной проблемой оккупированных регионов было отсутствие товаров первой необходимости. Туда, в основном, завозились предметы роскоши, поэтому на рынках процветала спекуляция.
Румынская администрация проводила политику румынизации в занятых регионах. Был принят ряд законов, вытеснявший русский, украинский и прочие языки не только из деловой сферы, но и из повседневной жизни. Так, из библиотек в обязательном порядке изымались все книги на русском языке, в том числе написанные на дореформенном русском. Также изымались книги на других языках Европы. С конфискованной литературой поступали по-разному: часть сжигали на местах, часть вывозили в Румынию.
Население оккупированных территорий было поделено на три категории — этнические румыны, национальные меньшинства и евреи, получавшие удостоверения личности разных цветов (румыны — белого, нацменьшинства — жёлтого, евреи — зелёного); всем представителям румынского государственного аппарата (включая работников в области образования и священников) предписывалось «доказывать населению, что они румыны».
В отношении мирного населения осуществлялась репрессивная политика, затрагивавшая все сферы жизни. Согласно распоряжениям румынской жандармерии подлежали конфискации не только единицы оружия, находившиеся в частном пользовании, но и все радиоприемники частных лиц. Репрессии предусматривались даже за групповое пение на улице. Данные распоряжения во многом перекликаются с аналогичными немецкими, действовавшими на Украине. Как признавали сами местные румынские инстанции, в реальности, проведение Румынией оккупационных мероприятий контролировали немцы, более того — во избежание нежелания румын воевать на стороне Германии немцы разворачивали так называемые «пункты по перевоспитанию румынских дезертиров», а за наступающими румынскими частями нередко следовали заградительные отряды СС.
Проводилась постепенная румынизация учебных заведений. В первую очередь это касалось Транснистрии, где проживало больше украинцев и русских, чем молдаван. В школы региона были направлены учителя румынского языка, которые прикреплялись к каждому классу. В Кишинёве был введён строгий закон, вообще запрещавший разговаривать на русском языке. Кроме того, администрация требовала употребления румынских эквивалентов славянских имён: Дмитрий — Думитру, Михаил — Михай, Иван — Ион и т. д. Местное население не подчинялось этим законам. По словам губернатора Кишинёва, «использование русского языка вновь становится обычаем». Для сопротивления румынским законам и сохранения самобытной культуры народов Бессарабии интеллигенцией создавались подпольные кружки. Эти общества преследовались полицией, так как проводили популяризацию и пропаганду нерумынских культур Бессарабии и Буковины среди населения.
Однако часть населения поддержала новую румынскую администрацию. В основном это были зажиточные крестьяне и настроенные против большевиков жители региона, а также бежавшие в 1940 году жители Бессарабии. Германская и румынская администрация создали из них коллаборационистские национальные отряды специального назначения. В их обязанности входила охрана военных объектов, борьба с партизанами и десантом противника. Кроме них, ещё 20 000 местных жителей были призваны в румынскую армию и воевали против СССР. Из них 5000 погибло, а ещё 14 129 попало в советский плен.
На территориях, оккупированных Румынией, согласно директиве ЦК ВКП(б) и СНК СССР от 29 июня 1941 года также действовали партизанские отряды. Они занимались диверсионно-разведывательными действиями и вели политработу. Наиболее крупными из них были «Советская Молдавия», «Журналист», «Партизанская искра», отряд имени Котовского и т. д. В 1943 году в Бессарабию с Украины и из Белоруссии прибыли ещё два крупных отряда партизан — Первое молдавское соединение и Второе молдавское соединение. По пути они вступили в 39 крупных боёв, уничтожив большое количество живой силы и техники противника, а также пустили под откос 227 немецких эшелона, взорвали 185 автомашин, танков и бронемашин. Местное население оказывало помощь подпольщикам. Румынские войска боролись с партизанским движением, для этого организовывались карательные отряды, а в Тирасполе была создана специальная тюрьма. Там погибло около 800 подпольщиков. В тюрьме 5 раз организовывались групповые побеги, а 5 апреля 1944 года состоялся бунт. Во время наступления и форсирования Днестра советскими войсками партизаны оказали им помощь, самостоятельно выбив румынско-германские части из отдельных городов и сёл и обороняя их до прихода Красной армии.
Кроме коллаборационистских и партизанских формирований, на территории Буковины и Бессарабии действовали бандформирования численностью 5209 человек. Они не поддерживали ни советскую власть, ни румынскую администрацию.

### Действия против СССР совместно с германскими войсками

#### Форсирование Днепра и вторжение в Крым
После того как была взята Одесса, бо́льшая часть населения Румынии посчитала войну завершённой. Теперь стране принадлежали потерянные в 1940 году Бессарабия и Буковина и, сверх того, Транснистрия. Однако румынское командование посчитало целесообразным направить на советский фронт свои войска, что в будущем сказалось на боеспособности армии. Решение раскололо даже офицерский корпус, например, в протест подал в отставку Николае Чуперкэ, командующий 4-й румынской армией, бывший министр обороны Румынии. Однако большинство офицеров сохранило лояльность Антонеску. 10 августа румынско-германские войска, приняв участие в сражении под Уманью, достигли Южного Буга. Это была 3-я румынская и 11-я германская армии. В первой половине сентября, несмотря на постоянные контратаки 18-й советской армии, войска достигли Днепра. За это время румынами было потеряно 19 800 солдат.
19 сентября командование группы армий «Юг» отдало приказ румынским войскам форсировать Днепр. Во время форсирования реки румынским частям было необходимо прикрывать 30-й корпус 11-й немецкой армии с флангов. Однако после того как передовые румынско-германские войска пересекли реку и вошли в Таврию, 24 сентября части 9-й и 18-й советских армий контратаковали. Это было предпринято для того, чтобы обезопасить отступление 51-й армии, которая в тот момент была блокирована в Крыму. В ходе боёв отдельные румынские войсковые соединения понесли потери более 50 % их состава. Для румынско-германских войск сложилась критическая ситуация, наступление было сорвано, а советские армии могли прорвать фронт. 3 октября ситуация стабилизировалась, а 7 октября румынская кавалерийская бригада совместно с 16-й немецкой танковой дивизией прорвали фронт, окружив 9-ю и 18-ю советские армии. Вслед за этим 3-я румынская армия совместно с частями 11-й германской продолжили наступление в направлении Приазовья.

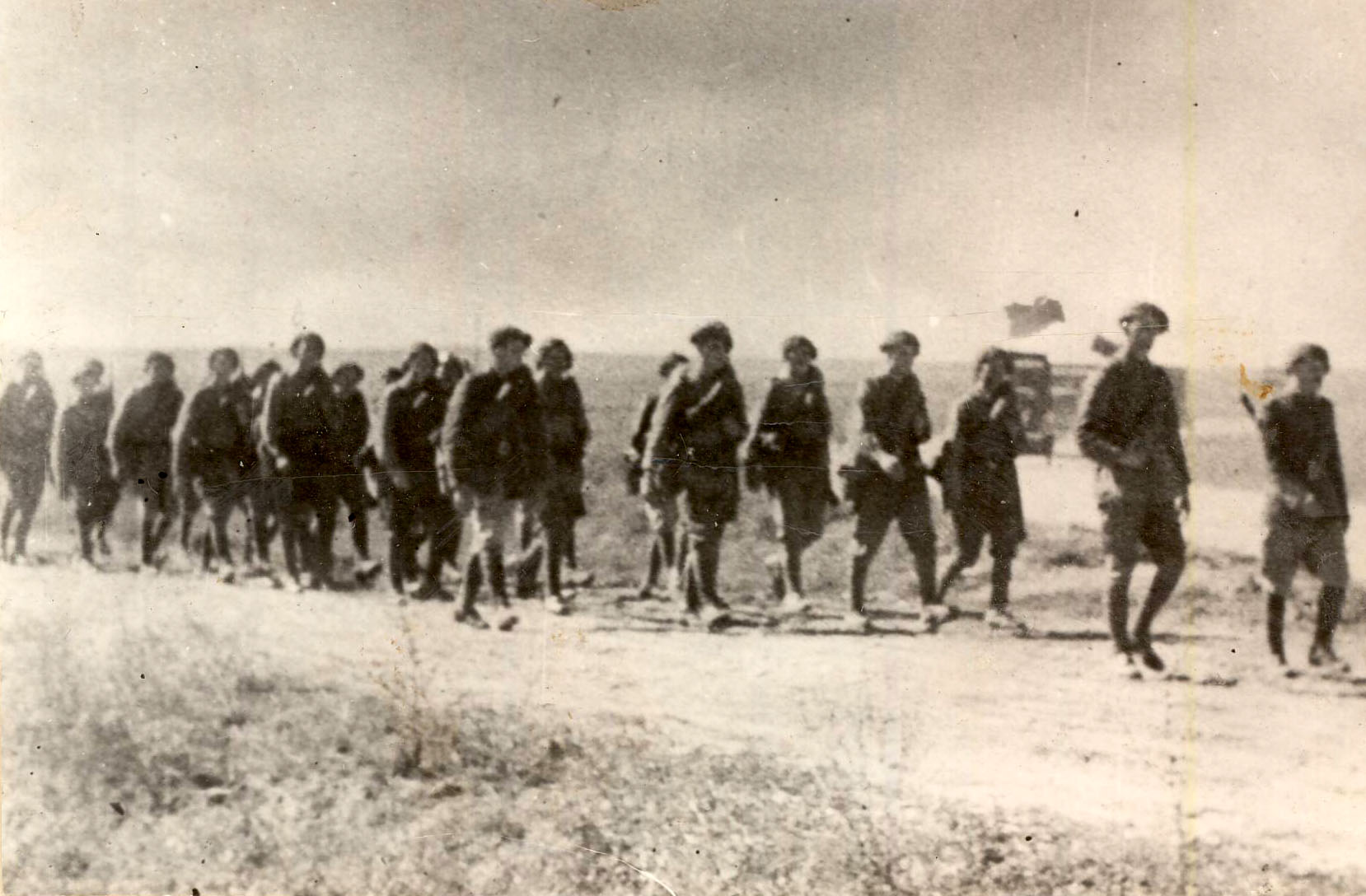
Румынские горные стрелки на восточном фронте, 1941 год

После того как были разбиты советские войска на Южной Украине, 3-я армия осталась в тылу. Она охраняла морское побережье от десанта противника. Лишь некоторые её части были отправлены на фронт по требованию Эриха фон Манштейна. Это были две кавалерийские бригады рошиоров и артиллерийский батальон, а также три горных бригады: 1-я, 2-я и 4-я (в марте 1942 году преобразованы в дивизии). 4-я румынская армия была надолго задержана боями под Одессой, поэтому дальнейшее наступление войск Германии на Южной Украине проводилось без её участия. Только в середине октября один румынский корпус, состоявший из двух бригад, прибыл в Крым. Он содействовал семи пехотным корпусам 11-й германской армии. 11-й армии и частям 3-й армии противостояли Черноморский флот и 51-я советская армия. Советская Приморская армия только начала эвакуацию из Одессы на полуостров, поэтому была плохо организована.
Подконтрольные Манштейну румынские части приняли участие в штурме Перекопа 19 октября, а 29 октября перешли в наступление на Крым. Из-за географических условий северной части Крыма и побережья Сиваша линия фронта была «разорвана». В некоторых местах её длина составляла всего 2 км. Германское командование воспользовалось тем, что северная часть Крыма представляет собой степь, в связи с чем советским солдатам негде было закрепиться.

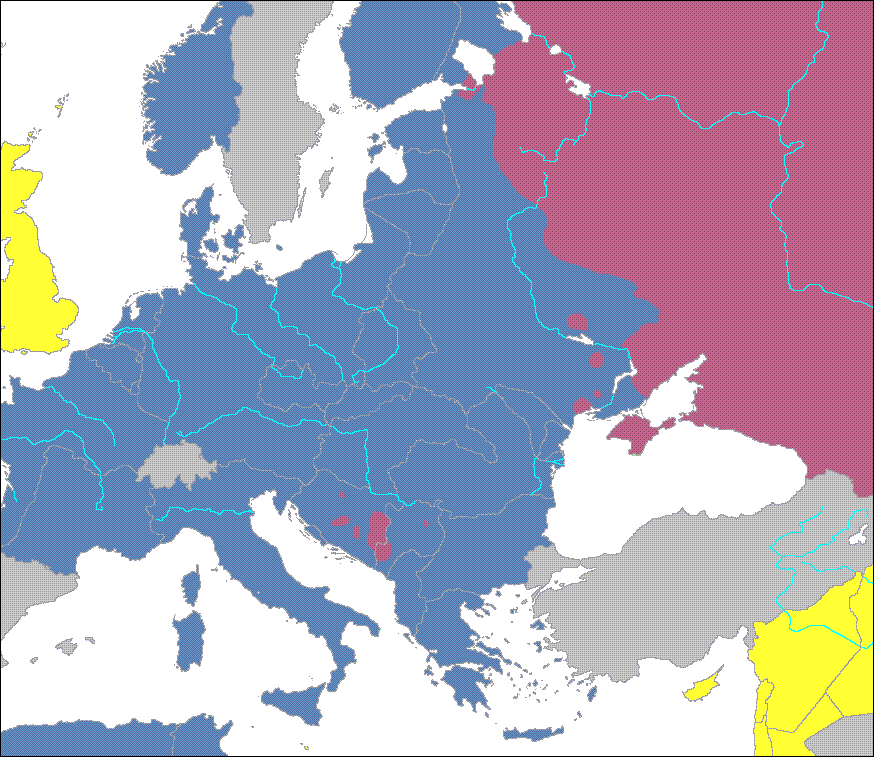
Ситуация на восточном фронте к моменту передислокации румынских частей в Крым
Территории под контролем Германии и её союзников
СССР и очаги сопротивления
Страны, соблюдающие нейтралитет
Территории под контролем Великобритании

Румынские части должны были штурмовать Геническ. Кавалерия оказалась неприспособленной для такого сражения, поэтому город штурмовали горные бригады. За первый день боёв они продвинулись на 1,5 км, несмотря на артиллерийскую поддержку и авианалёты на советские позиции. Исход сражения под Геническом разрешился во время наступления германских войск через Перекопский перешеек. Советские войска были вынуждены отступить из города, так как могли быть зажаты между Сивашом и наступавшей 11-й германской армией. 31 октября 1-я румынская горная бригада (командир — генерал Л. Мочульски) на лодках переправилась на южный берег озера. Вслед за этим в тот же день с северного берега Сиваша на южный были сооружены понтонные мосты. Так как 8-я румынская кавалерийская бригада рошиоров под Геническом продемонстрировала недееспособность, был отдан приказ все кавалерийские бригады сгруппировать по две.
5 ноября 1-я горная румынская бригада вышла к Судаку. 10 ноября 8-я кавалерийская бригада (командир — полковник К. Теодорини) совместно с 42-м немецким корпусом окружили советские войска 48-й кавалерийской дивизии генерала Д. И. Аверкина на морском берегу и за два дня разбили их. 26 ноября по запросу германского командования из Румынии по Чёрному морю прибыла 4-я горная бригада. Она должна была бороться с партизанами в Крымских горах, тем самым обезопасив немецкие тылы. К тому моменту бо́льшая часть полуострова контролировалась Германией.

#### Битва за Севастополь, противодействие советскому десанту
10 ноября румынско-германские войска начали приготовления к нападению на Севастополь. 18 ноября 1-я горная бригада была передислоцирована к Севастополю в восточный участок фронта (долина реки Чёрной, район Балаклавы). 25 ноября эта бригада атаковала советские позиции в направлении Севастополя, однако в связи с плохой погодой и сопротивлением советских войск была отправлена в тыл. 6 декабря её заменила группа подполковника Георге Динкулеску (23-й и 24-й батальон). Группа подверглась нескольким нападениям советских войск между 8 и 13 декабря, однако не оставила позиций.
17 декабря начался повторный штурм города. Из-за ошибок в плане операции румынские войска были вновь остановлены плотным огнём советских войск. Вслед за этим последовали миномётный обстрел румынских позиций и контратака советских войск. Группа Динкулеску в результате обстрела понесла серьёзные потери. 19 декабря румынские части попытались взять реванш. На этот раз при поддержке германской артиллерии советские позиции были взяты, и началось наступление в направлении реки Чёрной. 23 декабря, после затяжных боёв, все советские войска рядом с рекой были разбиты. К 25 декабря румынские войска, субординированные к 54-му немецкому корпусу и сражавшиеся на северном участке севастопольского фронта, вытеснили советские войска в город.

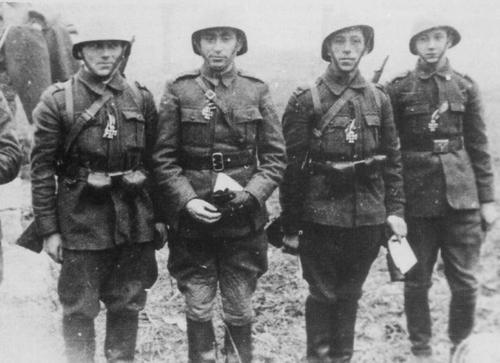
Крым. Кавалеристы 8 бригады, награждённые 7 января 1942 железными крестами за разгром советского десанта

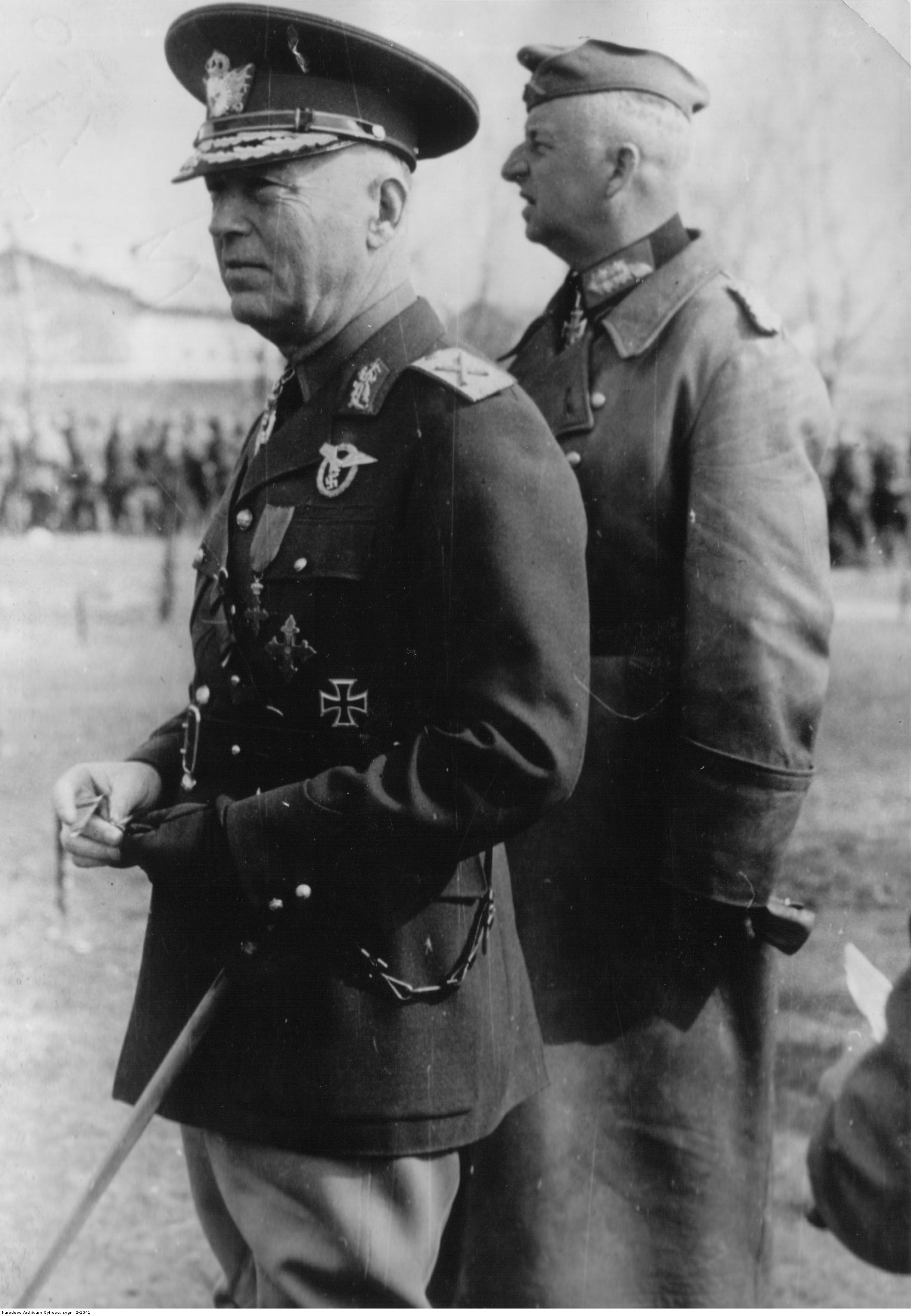
Маршал Й. Антонеску и генерал Э. фон Манштейн инспектируют румынские части в Крыму. Май 1942

26 декабря 4-я горная бригада и 8-я кавалерийская бригада румынской армии были подняты по тревоге в связи с десантом советских войск на Керченском полуострове. Им было приказано выдвигаться в направлении Феодосии и Керченского полуострова, однако в связи с ошибками в планировании операции и плохими погодными условиями они прибыли поздно. 30 декабря 8-я кавалерийская бригада не успела прибыть на позиции, поэтому левый фланг 4-й горной дивизии стал уязвимым. Советские войска воспользовались этим и заставили дивизию отступить. 31 декабря советские части атаковали 4-ю дивизию возле Старого Крыма. В январе частями Красной армии было совершено ещё 7 атак на позиции румын и немцев. Впоследствии советские войска вновь заняли часть Крыма. Румыно-германские войска в начале 1942 года занялись укреплением позиций, не предпринимая масштабных попыток выбить противника с территории полуострова. Тогда же к 4-й горной бригады прибыла 18-я румынская пехотная дивизия. Контрнаступление началось только 15 января, и 18 января Феодосия была взята повторно.
Однако в ночь с 15 на 16 января Черноморский флот провёл второе десантирование у Судака силами двух полков, с минимумом артиллерии. 10 января румынско-германские войска контратаковали, но наступление было сорвано партизанами. 21 января была проведена операция по ликвидации партизанских отрядов, в результате погибло около 200 партизан. 28 января, после повторного наступления, румынские войска вошли в Судак. По словам немецкого командования, «солдаты 170-й немецкой дивизии были восхищены действиями румынских горных войск, которые не испугались мощных артиллерийских обстрелов». 27 февраля советские войска начали наступление на Керченском полуострове. На этом участке фронта сражались 8-я кавалерийская бригада и 18-я пехотная дивизия румынской армии. Главный удар советских войск пришёлся на 18-ю дивизию. В результате боёв обе стороны понесли большие потери и были истощены, однако к 3 марта советским войскам удалось взять под контроль небольшую территорию на северном участке фронта. В марте в Крым из Румынии прибыла 7-я дивизия, которая сменила 6-ю. Фронт стабилизировался на Парчакском перешейке. В марте горные румынские горные бригады преобразованы в дивизии.

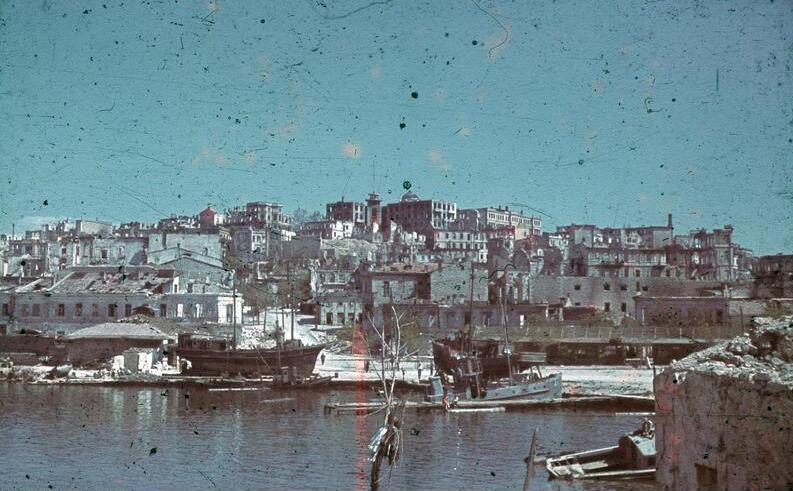
Разрушенный в результате боёв Севастополь

К апрелю 1942 германское командование решило выбить войска Крымского фронта с Керченского полуострова. Для этого была разработана наступательная операция «Охота на дроф». 8 мая германские войска атаковали советские позиции. После непродолжительных боёв Красная армия начала отступление к Керчи. В операции приняла участие 8-я кавалерийская бригада рошиоров и 7-я румынская дивизия. Их задачей был обманный манёвр на северном участке фронта. Позже кавалерийскую бригаду передислоцировали на юг. 19 мая операция завершилась, Красная армия покинула Керченский полуостров, 13 000 человек заняли оборону в Аджимушкайских каменоломнях.

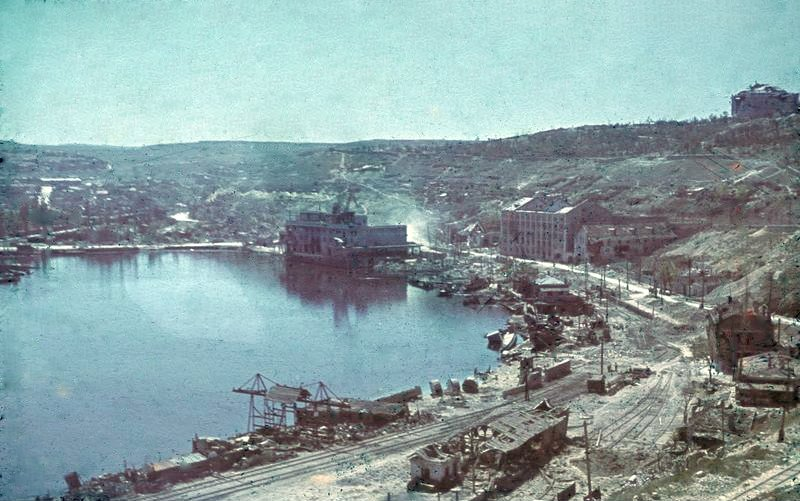
Июль 1942 года, разрушенный порт Севастополя

17 мая румынские войска во второй раз начали передислокацию к Севастополю. Город обороняло 106 000 человек, он был окружён сетью укреплений и труднопроходимой местностью. С моря город был защищён Черноморским флотом, который было трудно победить из-за нехватки кораблей на Чёрном море. Для штурма города германское командование привлекло большое количество артиллерии, в том числе сверхтяжёлые орудия «Густав», «Карл» и «Дора»[c]. Поддержку с воздуха обеспечивали 600 самолётов. В операции должны были участвовать 54-й корпус (в его составе были румынские части), 30-й корпус и румынский горный корпус. В тылу находились 42-й корпус и 7-й корпус.
Штурму города предшествовал пятидневный артиллерийский обстрел Севастополя, начавшийся 2 июня. 7 июня в 2:30 началось наступление. Румынской пехоте с первого раза не удалось захватить предместья города, и только 11 июня 1-я горная дивизия заставила советские части отступить. 15 июня 4-я горная дивизия заменила 24-ю немецкую дивизию. На этом участке фронта шли тяжёлые бои, которые иногда становились рукопашными. 16 июня румынские части провели успешное наступление, а в последующие несколько дней ещё немного продвинулись вперёд. 18 июня немецко-румынские войска достигли берега гавани города, а 29 июня форсировали залив. 9 июля город был взят.
Командующий 4-й горной дивизией Георге Манолиу был раздражён тем, что немецкое командование не разрешило его подразделению триумфально войти в город наравне с немецкими войсками. Он считал, что 4-я дивизия достойна бо́льшего, и перед генеральным штурмом Севастополя выразил протест немецким командирам. В итоге он самостоятельно, без разрешения германского командования[d], приказал дивизии атаковать город.
В боях за Севастополь безвозвратные потери румынской стороны составили 2500 человек. Всего во время осады города румынские войска потеряли около 8500 человек. Во время вторжения в Крым и боёв за Керчь и Феодосию было убито, ранено или потеряно без вести 19 000 румынских солдат.

#### Харьковская область, наступление на Сталинград
В январе 1942 года отдельные части 1-й румынской пехотной дивизии были переброшены к Харькову и принимали участие в боях. Румынские лыжные батальоны содействовали германской 17-й армии во время февральского наступления южнее города и возле Изюма. В начале марта лыжные батальоны были передислоцированы на 50 км южнее Харькова, где сражались вместе с венгерскими войсками. Один из венгерских эскадронов был временно подчинён румынской пехоте и 8 марта принял участие в наступлении. Отношения между румынскими и венгерскими войсками были сложными, поскольку Румыния и Венгрия имели серьёзные противоречия, однако операция прошла успешно. 28 марта румынские части были передислоцированы на западный берег реки Орлик, где заняла оборону.

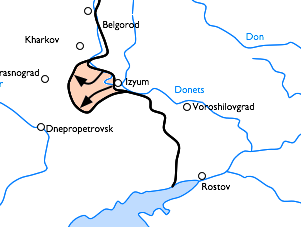
Наступление советских войск возле Изюма

Сама 1-я дивизия в январе находилась под Кривым Рогом. 21 января она прибыла в Днепропетровск, а 29 января была отправлена на фронт. Там она воевала совместно с 298-й немецкой дивизией. В феврале 1942 года румынская дивизия принимала участие в боях под Лозовой.
2-я румынская пехотная дивизия после боёв под Одессой была размещена возле Кировограда. Однако в конце февраля 1942 года она тоже была отправлена в Харьковскую область, где была прикреплена к 113-й немецкой дивизии. Позже на фронт из Транснистрии прибыла 4-я румынская дивизия, а также 20-я дивизия[e]. В итоге количество румынских солдат в Харьковской области возросло до 64 200 человек.
В начале весны ситуация на фронте сохранялась стабильная. Однако 12 мая затишье завершилось в связи с масштабным наступлением войск Красной армии. В ходе контрнаступления советские войска вышли к окраинам Краснограда, что создало угрозу румынскому контингенту. 15 мая Красная армия атаковала румынские части, однако была остановлена. 16 мая было предпринято ещё одно контрнаступление РККА, однако недостаточно сильное, чтобы заставить отступить румынско-германские войска. Впоследствии Красная армия оказалась в критическом положении, в особенности сложная ситуация сложилась у Изюма. Многие советские части ушли слишком далеко, и могли быть изолированы германскими войсками.

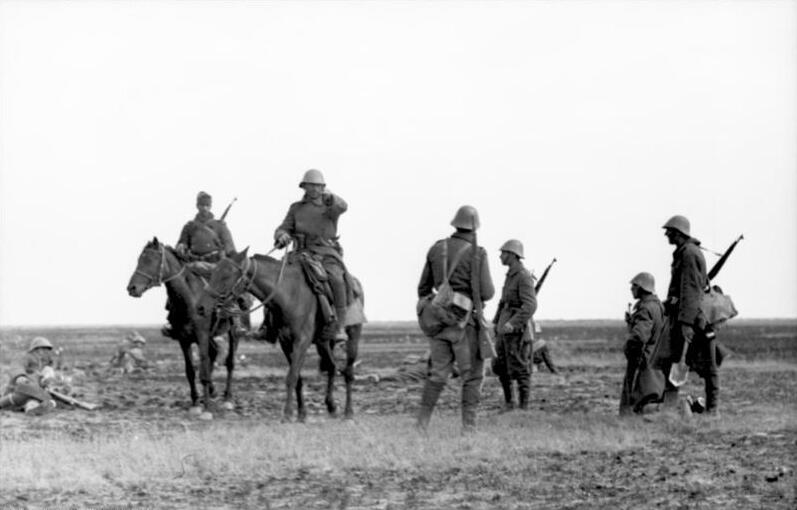
Румынская кавалерия в СССР

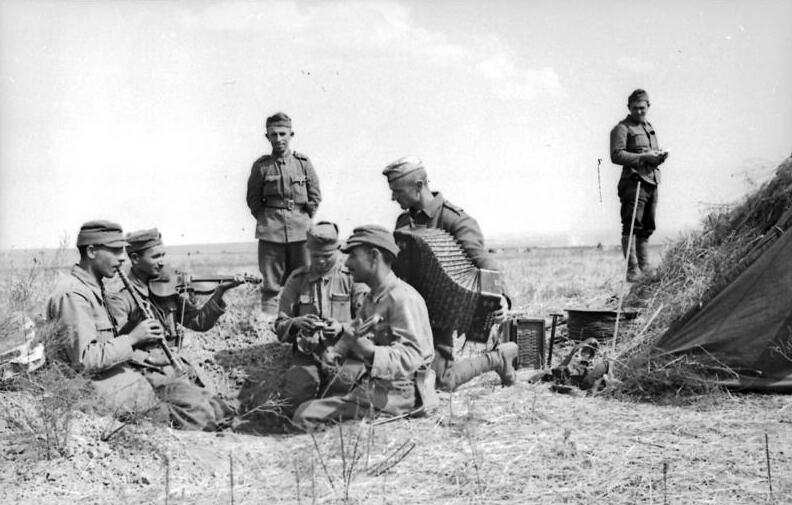
Румынская пехота возле Дона

Этим воспользовалось германское командование, и 20 мая 17-я немецкая армия начала окружать советские войска у Изюма. Для помощи окружённым частям советское командование попыталось послать дополнительные войска, однако было поздно. В сражении у Изюма также приняли участие румынские войска. Особая роль отводилась 1-й дивизии, которая выступала в качестве авангарда. 25 мая военная операция завершилась. Румынские войска взяли в плен 26 400 красноармейцев, однако потеряли убитыми 1952 человека. В ходе сражения число раненых составляло 8335 и потерянных без вести — 1010.
22 июня германско-румынские войска атаковали в направлении Северского Донца. 4-я румынская дивизия должна была штурмовать село Червоный Шахтёр Изюмского района. Румынским солдатам удалось войти в село, однако завязались продолжительные уличные бои, в которых 4-я дивизия понесла большие потери. Для того, чтобы подавить сопротивление, румыны сожгли всё село.
Румынские войска вышли к реке Оскол и форсировали Северский Донец. После этого вплоть до 7 июля они заняли оборону. 8 июля наступление продолжилось, и 27 июля румынские части вышли к Дону. Возле этой реки румынские части совместно с немецкими войсками занялись подготовкой к переправе. 6 августа румынские войска пересекли Дон и углубились на 75 км. Вслед за ними в направлении Сталинграда шла 4-я немецкая армия. В последних числах августа дальнейшее наступление стало затруднительным, но уже 9 сентября румынско-германские войска вышли к южным подступам Сталинграда. Германское командование было впечатлено действиями румынских частей, поскольку те за два месяца прошли 800 км. После весенних боёв в Харьковской области и наступления на Сталинград часть румынских войск была истощена, поэтому её направили в Донбасс для борьбы с партизанами и охраны коммуникаций. В сентябре 1942 года эти войска были возвращены в Румынию.

#### Наступление на Кавказ

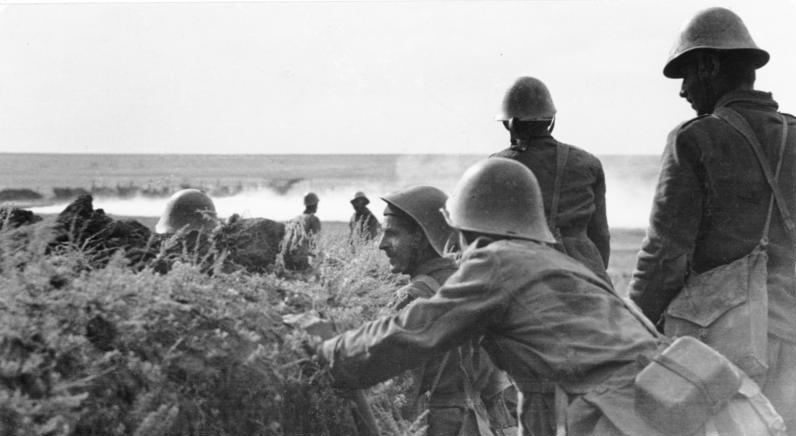
Румынские солдаты на юге России

4 августа 5-я румынская кавалерийская дивизия пересекла Дон у Ростова, где разделилась на две части. 8-й полк рошиоров 9 августа атаковал Ейск, который играл важную роль в борьбе за Азовское море. 11 августа рошиоры вошли в Приморско-Ахтарск. Тем временем 6-й полк рошиоров, пройдя за 7 дней 500 км, занял оборону на Кубани. 23 августа 6-й полк атаковал Темрюк, но город удалось взять только на следующий день. 31 августа румынско-германские войска вышли к Анапе. По пути к городу были захвачены две советские батареи, которые были использованы при штурме Анапы. После взятия Анапы 5-я и 9-я румынские кавалерийские дивизии при поддержке 5-го немецкого корпуса направились к Новороссийску. 11 сентября город был взят.
Пока шёл штурм Анапы, 6-я кавалерийская дивизия разбила советские войска на Таманском полуострове и 9 сентября установила контакт с немецкими войсками в Крыму. Из Крыма через Керченский пролив на помощь дивизии прибыли немецкие и румынские части, в том числе 10-я и 9-я пехотные дивизии и 3-я горная дивизия. В результате наступления СССР потерял два важных морских порта — Анапу и Новороссийск. К тому же на Крымском полуострове расположились румынские ВВС.

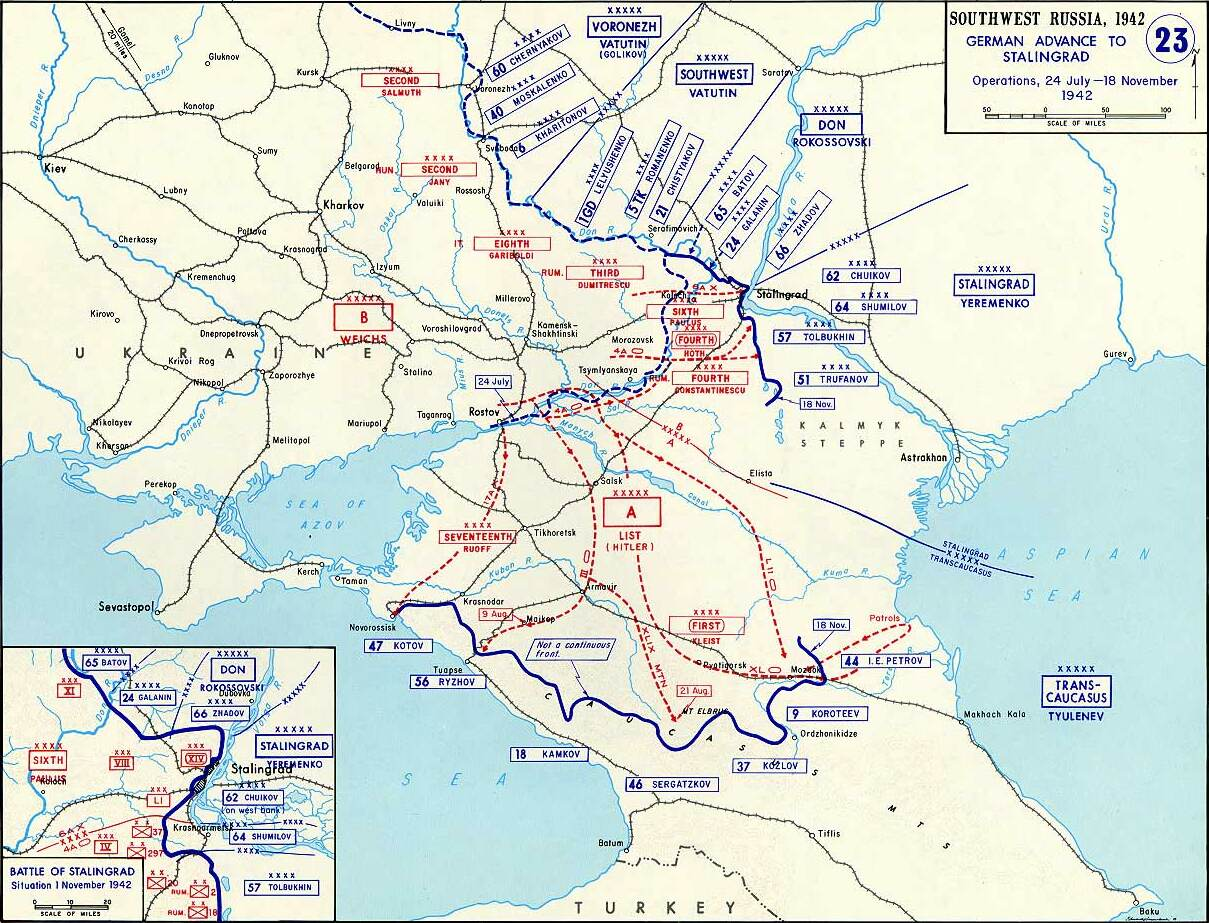
Наступление немецких войск (июнь — ноябрь 1942)

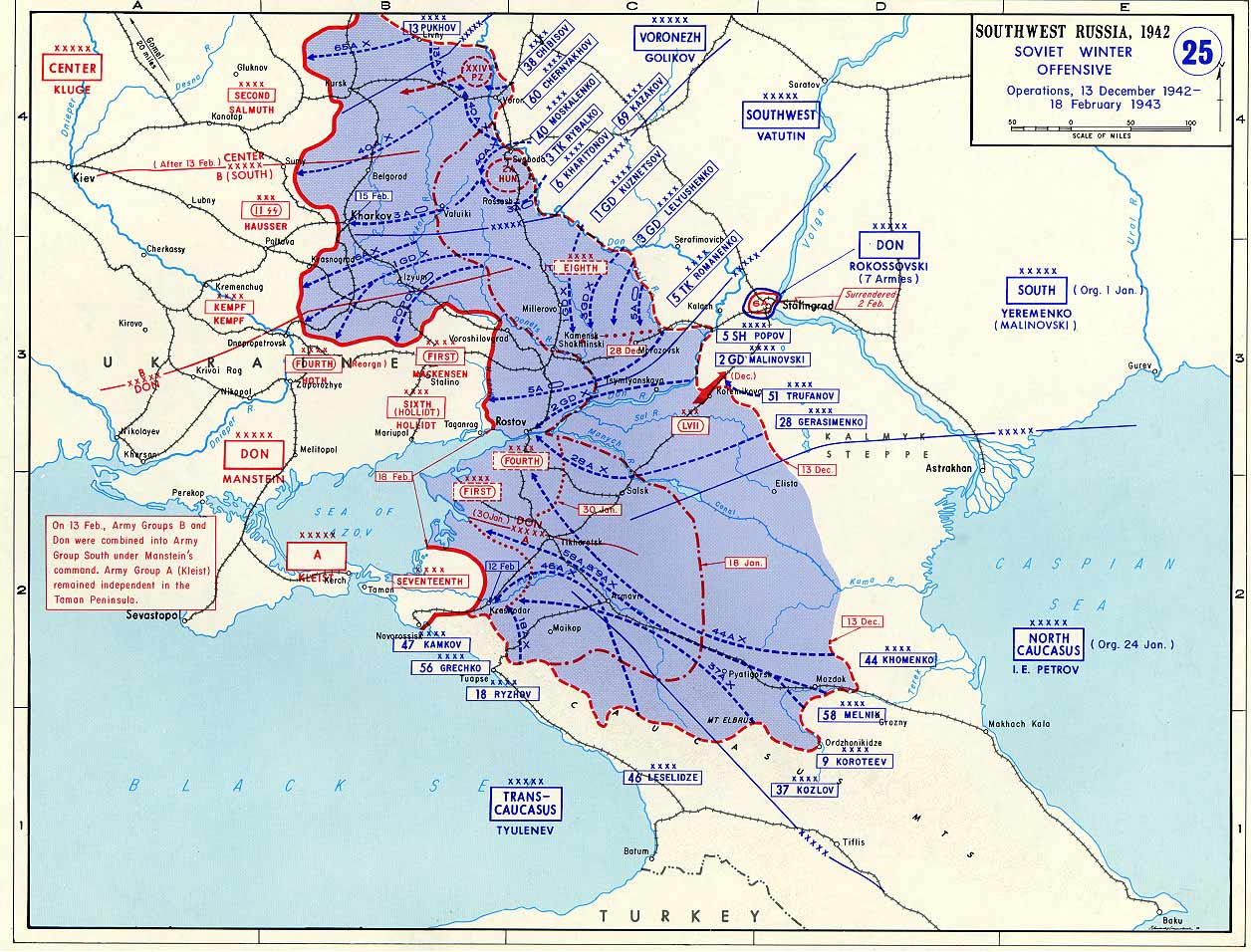
Контрнаступление советских войск (13 декабря 1942 — 13 февраля 1943)

5-я кавалерийская дивизия и штаб 3-й румынской армии были переведены к Сталинграду, где шли крупные бои. 22 октября 6-я кавалерийская, 9-я кавалерийская и 19-я пехотная дивизии начали наступление на Кавказ. В ходе наступления войска устали и были деморализованы. Тем более они не были приспособлены к войне в горах, поэтому несли большие потери. Кроме них на Кавказе действовала румынская 2-я горная бригада, командир — генерал Ион Думитраке, которая была прикреплена к 3-му немецкому корпусу под командованием Эберхарда фон Макензена.
22 августа 2-я горная дивизия вышла к реке Баксан, где после трёх дней тяжёлых боёв заняла высоту 910. С высоты 910 можно было контролировать всю долину реки. Именно поэтому румынским войскам удалось удержать свои позиции во время советских наступлений. Однако 1 сентября дивизия покинула высоту в связи с угрозой прорыва в тылу. Часть спустилась непосредственно в долину реки, где заменила немецкие войска. На противоположном берегу

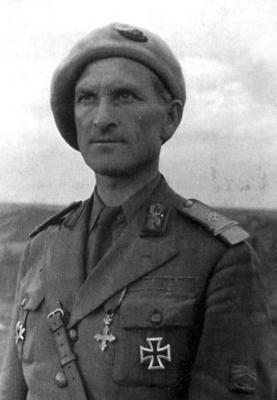
Генерал Ион Думитраке после вручения немецкого Железного Креста в 1943 году

Баксана находились укреплённые советские позиции, оборона которых длилась уже несколько недель. 2-я дивизия тоже не могла справиться с сопротивлением красноармейцев, однако в ночь с 17 на 18 октября на советских позициях происходила смена войск[f]. 2-я дивизия ворвалась на противоположный берег Баксана и без боя захватила позиции Красной армии.
Новой целью 2-й горной дивизии стал Нальчик. Утром 25 октября была проведена мощная артподготовка, после которой был взят Чегем. Нальчик пал после кровопролитных боёв 28 октября, а 3 ноября 2-я горная дивизия направилась к Алагиру. Однако 7 ноября советские войска провели удачное наступление, в ходе которого возвратили под свой контроль дороги Нальчик — Беслан — Орджоникидзе и Нальчик — Алагир — Орджоникидзе. 3-й немецкий корпус оказался окружённым под Орджоникидзе. 12 ноября румынская 2-я горная дивизия провела операцию, в ходе которой установила контакт с немецким корпусом. 3-й корпус отступил из Орджоникидзе, но румынская 2-я горная дивизия осталась в городе и заняла оборону. За эти бои генерал И. Думитраке получил Рыцарский крест. В ноябре Красная армия попыталась отбить город, однако это ей не удалось. Только 4 декабря 2-я дивизия покинула свои позиции в ходе общего отступления с Кавказа.

#### Сталинград

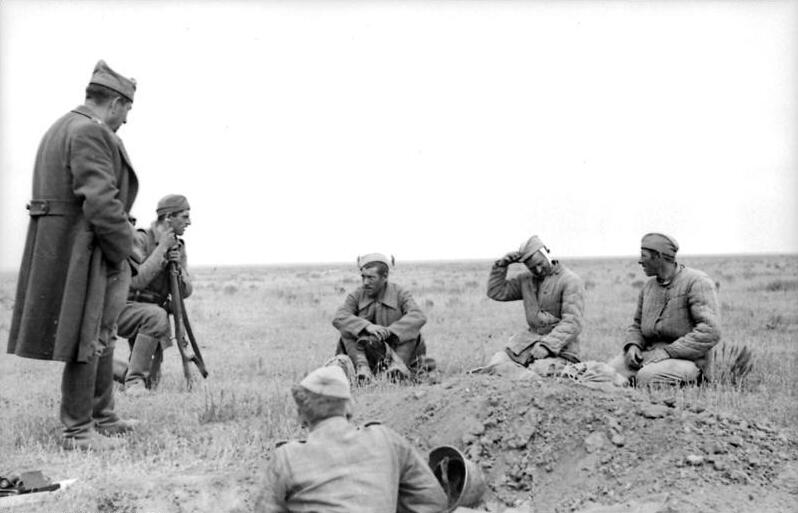
Советские солдаты, взятые в плен румынскими войсками в России

В сентябре 1942 года 3-я и 4-я румынские армии прибыли к Сталинграду, вместе с ними были части ВВС Румынии: 7-е звено истребителей, 5-е звено бомбардировщиков, 1-е звено бомбардировщиков, 8-е звено истребителей, 6-е звено истребителей-бомбардировщиков и 3-е звено бомбардировщиков. Эти звенья должны были обеспечивать поддержку с воздуха румынским армиям и 6-й немецкой. 3-я армия под командованием Петре Думитреску защищала немецкие позиции с Дона. К 19 ноября 1942 года эта армия насчитывала около 152 490 человек. 4-я армия под командованием Константина Константинеску заняла позиции южнее Сталинграда. В ноябре 1942 года эта армия насчитывала 75 580 человек.
Между 3-й и 4-й румынскими армиями расположилась 6-я немецкая армия под командованием Фридриха Паулюса. Также в этом регионе находились 4-я немецкая армия, 8-я итальянская армия и 2-я венгерская армия, которые вместе с румынскими войсками входили в группу армий «B». Им противостояли 51-я и 57-я советские армии.
19 ноября севернее Сталинграда советские войска начали операцию «Уран» наступлением на позиции румынских войск. Оно началось с советской артиллерийской подготовки, вслед за которой Красная армия перешла в наступление. Румынские части оказались в затруднительном положении, поскольку в наступлении принимали участие советские танковые корпуса, вооружённые средними и тяжёлыми танками. В связи с этим им пришлось отступить в Распопинскую. В этом селе произошёл ещё один крупный бой, когда советские танковые части попытались освободить село. Румынским войскам удалось отразить атаку, однако Красная армия в двух местах прорвала фронт обороны 3-й румынской армии.

Карта операции «Уран»

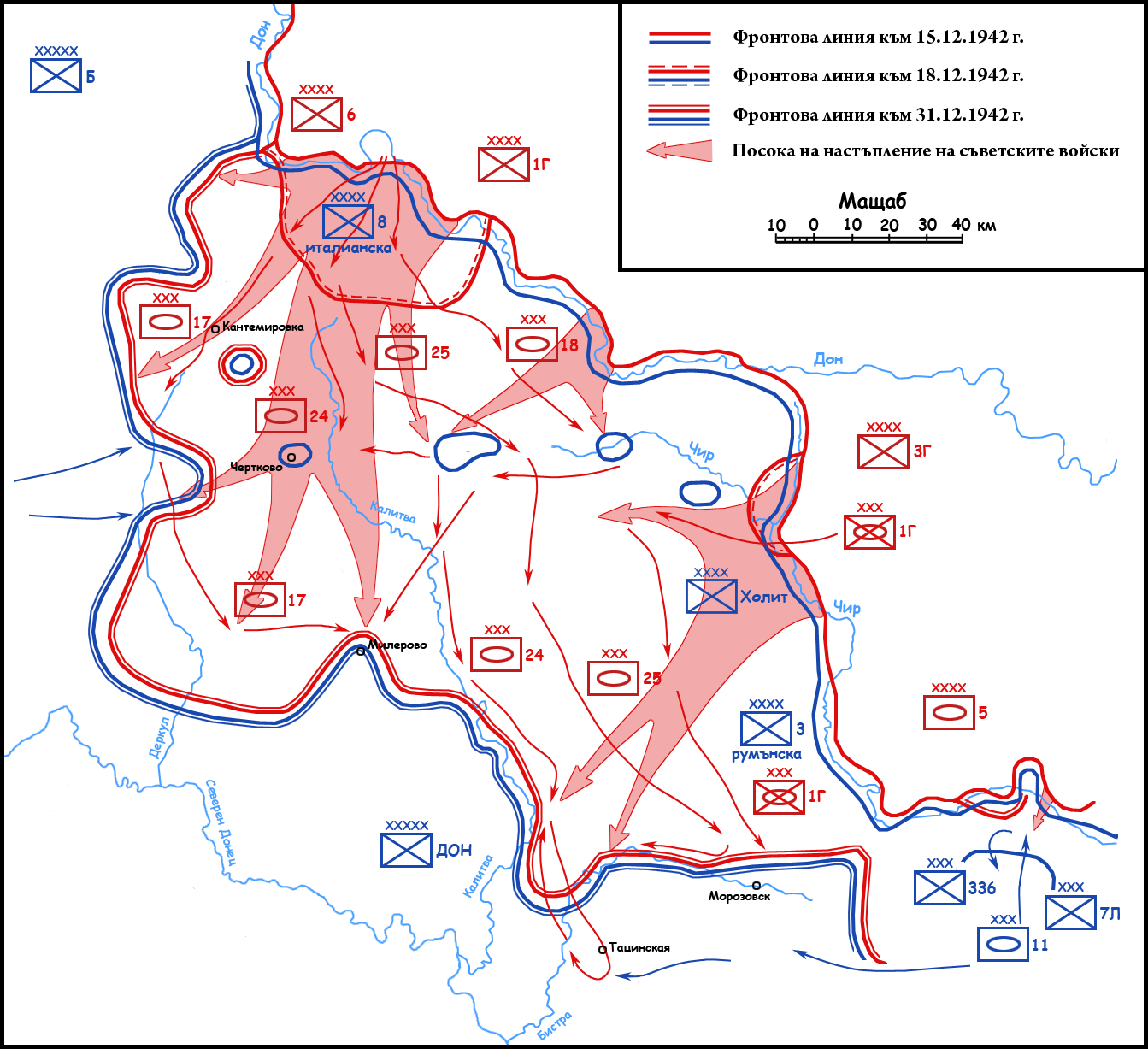
Карта операции «Малый Сатурн»

К концу 20 ноября фронт 3-й армии был прорван на 70 километров, части армии разрезаны на несколько группировок. В связи с этим штаб армии был переведён в поселение Морозовская, а 15-тысячная группа генерала Михая Ласкара попала в окружение. В тот же день 51-я и 57-я советские армии начали наступление на 4-ю румынскую армию, а вечером 1-я и 2-я румынские дивизии были разбиты. 21 ноября 22-я дивизия попыталась ослабить натиск на группу Михая Ласкара, однако по пути сама была втянута в бой. 1-я румынская дивизия попыталась помочь 22-й дивизии, однако во время контрнаступления по ошибке прибыла к советским позициям. Только 25 ноября остаткам 1-й дивизии удалось покинуть опасный район.
Вечером 22 ноября группа Ласкара попыталась выйти из окружения, но безуспешно и понесла большие потери. 23 ноября дивизионный генерал Михай Ласкар капитулировал, сдав оставшиеся под его командованием части 5-й и 6-й пехотных дивизий в 8 058 солдат и офицеров. 24 ноября капитулировала и вторая окруженная румынская группировка бригадного генерала Стэнеску — около 21 000 солдат и офицеров (части 14-й, 15-й и 16-й пехотной дивизий). 24 ноября Красная армия продолжила наступление, в результате которого румынские части понесли крупные потери. Из окружения удалось вырваться лишь 83 000 румынским солдатам. Сталинградский фронт теперь проходил по реке Чир.
В последующие дни ситуация на фронте только ухудшалась. 25 ноября 4-я румынская дивизия под натиском советских войск вынуждена была отступить. Однако 26 ноября румынско-германские войска взяли инициативу в свои руки, остановив советское наступление. 27 ноября, в ходе операции немецких войск «Винтергевиттер», наступавшие советские части были остановлены у Котельниково. Хотя наступление Красной армии было приостановлено, но в ходе операции 4-я румынская армия понесла потери более 80 % личного состава. 16 декабря советские войска начали операцию «Малый Сатурн», в результате которой румынские армии снова понесли тяжёлые потери. В ночь с 18 на 19 декабря 1-й корпус при попытке отступить был задержан 6-й советской армией и разбит. К югу от разбитой 3-й армии по-прежнему находились 4-я румынская армия и 8-я итальянская армия, которые совместно оборонялись и пытались установить связь с германскими войсками в Сталинграде. Итальянская армия потерпела поражение 18 декабря, а 26 декабря 4-я армия отступила, понеся серьёзные потери. 2 января последние румынские войска покинули реку Чир.
В ходе Сталинградской битвы румынские войска понесли общие потери численностью 158 850 человек, ВВС Румынии во время боёв потеряли 73 самолёта.[g] Из 18 румынских дивизий, дислоцировавшихся под Сталинградом, 16 понесли тяжёлые потери. Ещё 3000 румынских солдат попали в плен в самом Сталинграде. 2 февраля 1943 года сражение под Сталинградом завершилось победой Красной армии.
Гибель двух румынских армий произвела сильнейшее моральное воздействие на все слои румынского общества. В солдатской среде усилилось нежелание воевать, среди населения возросло число уклонений от призыва в армию и проявления недовольства (саботаж, антиправительственные настроения, забастовки), а в кругах крупной буржуазии — стремление к поиску путей выхода из войны с минимальными потерями для себя; именно тогда впервые проявилось недовольство политикой Антонеску со стороны короля Михая I.

### Положение внутри Румынии

#### Политическая ситуация
Несмотря на подчинённость всех государственных структур Иону Антонеску, в стране продолжали действовать оппозиционные партии и организации. Глубоко в оппозиции к Антонеску находилась Коммунистическая партия Румынии, которая активизировалась в 1943 году. Также в оппозиции к кондукэтору находились Юлиу Маниу и Дину Брэтиану с национал-царанистской и национал-либеральной партиями. Однако они изначально симпатизировали Антонеску и фактически и не пытались его сместить, ограничиваясь меморандумами к лидеру страны относительно его методов управления страной. Несмотря на это, в ситуации, сложившейся в 1944 году в Румынии, они примкнули к противникам режима.

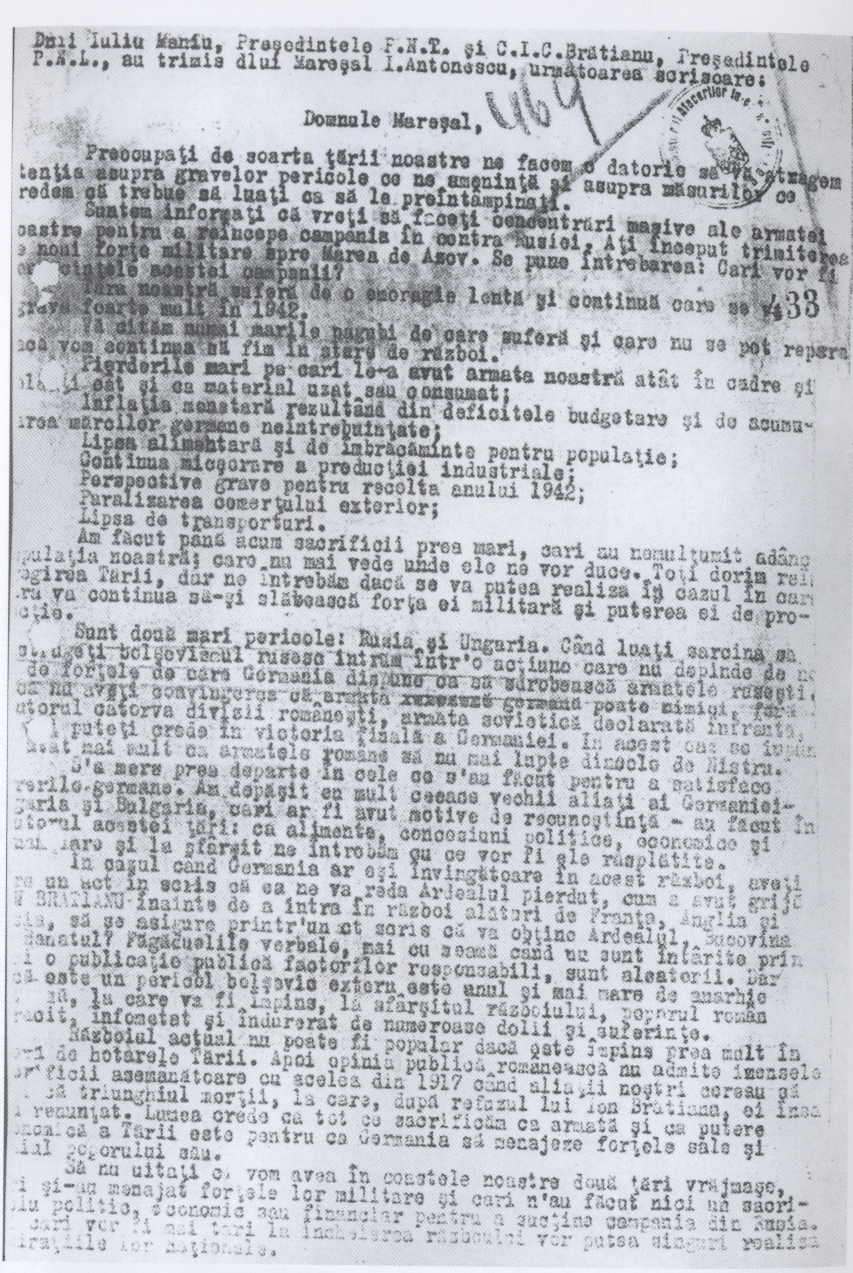
Один из меморандумов Юлиу Маниу и Дину Брэтиану Иону Антонеску касательно ведения войны

Главной опорой Антонеску и его сторонников была армия и силы страны, в частности, сигуранца. Параллельно в ослабевавшей от войны Румынии шло развитие пацифистского и антифашистского движений. Король Румынии и его окружение тоже стремились к смещению Антонеску. Михай I стремился к выведению Румынии из войны и сближению с Великобританией и США, а также оккупации страны их войсками. В кулуарах велись переговоры с Коммунистической партией о возможном союзе против кондукэтора.
С наступлением советских армий в 1944 году политическая ситуация в Румынии становилась всё напряжённее. Иону Антонеску становилось всё сложнее управлять страной. В прессе всё чаще появлялись заявления о грядущем поражении румынских армий на Днестре. Одновременно внутри Румынии усилились позиции коммунистов, которые создали Единый рабочий фронт и начали переговоры с высокопоставленными лицами в армии. 20 июня того же года возник национально-демократический блок, в который вошли коммунисты, социал-демократы, национал-либералы и национал-царанисты. В такой ситуации румынские власти попытались отвлечь внимание населения от проблем на фронте развёртыванием политической борьбы с соседней Венгрией. В Венгрии к тому моменту к румынской границе были стянуты войска, и почти ежедневно случались перестрелки между пограничниками обеих стран. Адольф Гитлер продолжал строить свою политику в Румынии на этих противоречиях. Так, 24 марта 1944 года во время переговоров с Антонеску он пообещал вернуть Северную Трансильванию Румынии. Незадолго до этого он пообещал поддержать Венгрию в споре с Румынией. Герман Геринг во время разговора с Антонеску по этому поводу заметил: «в конце концов, зачем вы ссоритесь с Венгрией из-за Трансильвании, которая по существу больше немецкая, чем румынская или венгерская».
После того как в стране в результате государственного переворота к власти пришёл Михай I, все старые лидеры были арестованы. Фактически власть перешла в руки к новому правительству во главе с Константином Сэнэтеску. Ион Антонеску был выдан СССР, однако позже был возвращён в Румынию и в 1946 году расстрелян. Период правления Михая I (1944—1947) иногда называют «социалистической монархией», а самого короля современники прозвали «королём-комсомольцем».

#### Социально-экономическая ситуация
Мы несём жертвы, расходуя всю продукцию и весь наш импорт военного характера на содержание наших действующих частей, а также оккупационных и охраняющих побережье […] Говорят ли вам всегда правду относительно вклада Румынии в войну: что эта война стоит Румынии 300 000 000 000 лей; что за этот период мы дали Германии более 8 000 000 тонн нефти, угрожая своим национальным запасам и самим залежам…
В результате торгово-экономического договора 1941 года с Германией Румыния фактически превратилась в её аграрно-сырьевой придаток. Румынская нефть поставлялась в Германию, особенно активно этот процесс протекал после встречи Антонеску и Германа Геринга в Вене в марте 1941 года. По словам Гитлера, «если бы не удалось во время вторжения русских в Румынию заставить их ограничиться одной лишь Бессарабией и они забрали тогда себе румынские нефтяные месторождения, то самое позднее этой весной они бы задушили нас»[h]. Важным источником сырья для Румынии стала Транснистрия, из которой вывозилось, в основном, аграрное сырьё. Также большое влияние на внешнеэкономическую политику Румынии оказывала Венгрия, к которой с Северной Трансильванией отошли важные экономические районы Румынии. Благодаря этому Венгрия могла оказывать давление на румынскую экономику и страну в целом.
Характерным для румынской экономики времён Второй мировой войны был приток иностранного капитала из Третьего рейха. Это было частью политики Германии по усилению своего влияния в Европе. Так, Дрезденский банк взял под финансовый контроль нефтяную румынскую промышленность. В государстве появились филиалы германских концернов «ИГ Фарбениндустри», «Крупп АГ», «Феррошталь» и пр. Однако если в начале войны у Румынии хватало средств на содержание армии, а экономическая ситуация сохранялась относительно стабильная, то к 1944 году экономика пришла в упадок. Началась гиперинфляция, резко обесценивался лей. Его отношение к послевоенной румынской валюте составляло 20 000 к одному.
Румыния эксплуатировала оккупированные районы СССР (в первую очередь Транснистрию) для своих экономических нужд. Зерно из этих регионов вывозилось в Румынию, местное население насильно выгонялось войсками и жандармами на бесплатную работу. Некоторое время это обеспечивало страну необходимыми запасами продовольствия, однако к концу войны с потерей Транснистрии, Буковины и Бессарабии сельское хозяйство Румынии первым из всех отраслей экономики оказалось истощённым. Многие крестьяне не могли прокормить себя, в связи с чем отказывались выходить на работу. Несмотря на кризис, власти требовали от них неукоснительно выполнять обязанности. Про-правительственная газета «Универсул» писала:
Министр земледелия часто призывает крестьян к обработке своих земель, но эти платонические призывы остаются безрезультатными. Мы находим, что по отношению к упрямым крестьянам нужно применять драконовские меры…

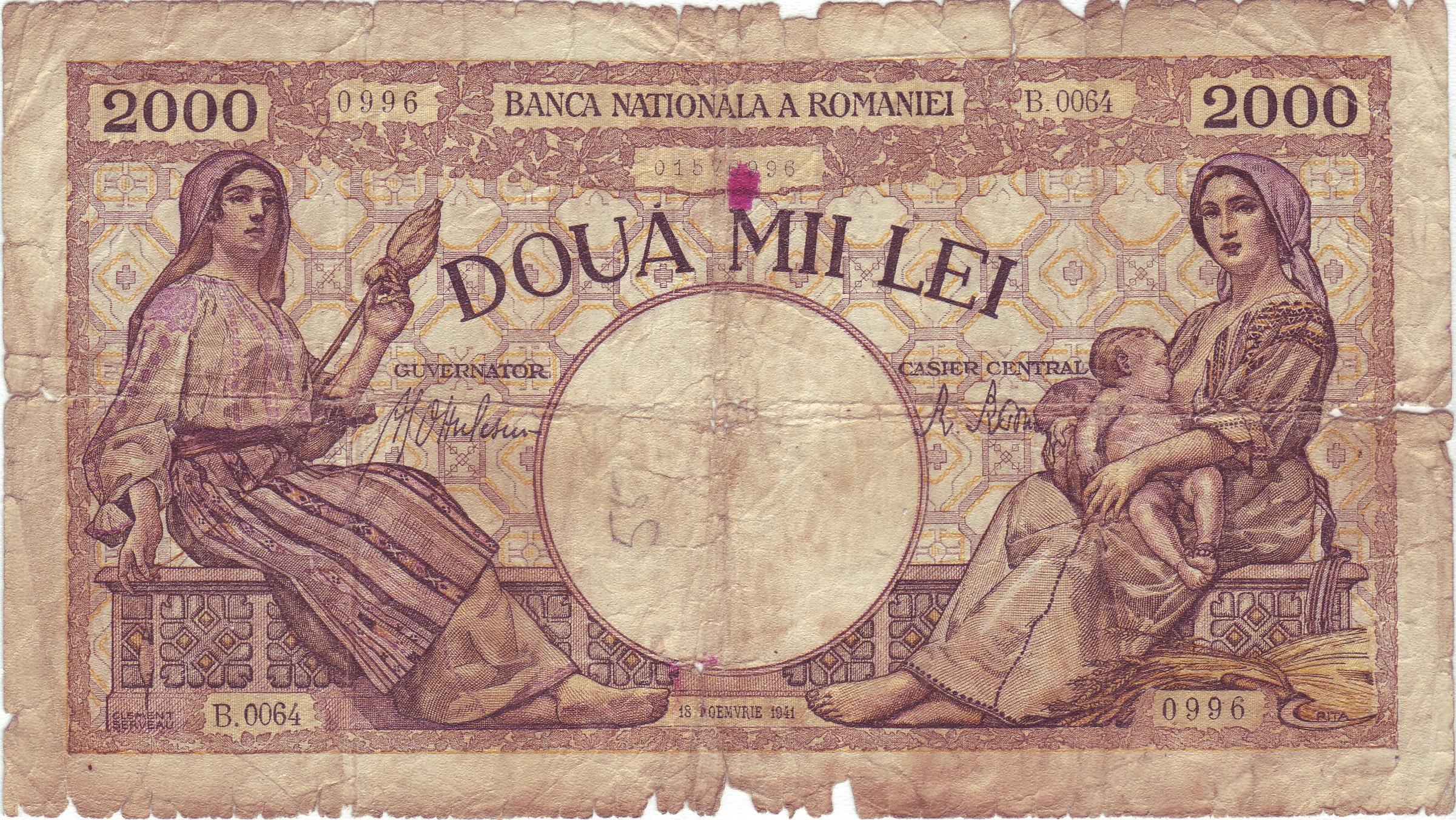
Румынский лей 1941 года номиналом 2000

Впоследствии из-за войны Румыния оказалась истощена. Германская эксплуатация нефтяных месторождений, огромные затраты на вооружения и людские потери на фронте привели к зарождению экономического кризиса, который охватил все отрасли экономики. Этот кризис удалось устранить только к концу 1940-х годов при поддержке СССР, который совершал поставки зерна в Румынию, Болгарию и другие страны Восточной Европы. Так, для проведения весенне-посевной кампании 1945 года советское командование в Румынии выделило из своих запасов 10 000 т семенного зерна и 21 000 т картофеля.
Во время отступления румынских войск из Транснистрии оттуда вывозилось всё, что представляло какую-либо материальную ценность. Из театров конфисковывались все декорации и даже костюмы, из музеев — картины и скульптуры. Из Одессы были вывезены трамвайные рельсы. Для этого румынской администрацией были созданы специальные команды. Также румынские войска забирали личные вещи местных жителей, которые затем перепродавались в Румынии. Общая стоимость имущества, вывезенного из СССР в Румынию, составляла 948 000 000 000 румынских леев. Одновременно с этим отступавшие немецкие войска «конфисковывали» румынское имущество. Кроме этого, часто происходили случаи вандализма и грабежей со стороны немецких войск. В городе Сучава была ограблена церковь Мирэуць, построенная при Петре I Мушате, а также разгромлены исторический музей и библиотека.

#### Евреи и цыгане

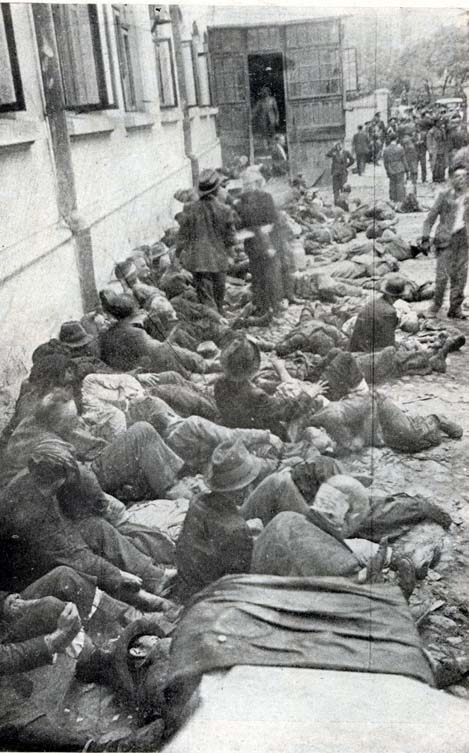
Жертвы Ясского погрома

Ион Антонеску хотел видеть Румынию без национальных меньшинств, в первую очередь цыган и евреев. Он говорил: «я ничего не достигну, если я не очищу румынскую нацию. Не границы, а однородность и чистота расы дают силу нации: такова моя высшая цель». Ещё в 1940 году началось нарушение прав румынских евреев. Были запрещены браки между румынами и евреями, а во время мятежа легионеров в Бухаресте и других городах страны произошли первые крупномасштабные погромы. С началом войны 27 июня в Яссах состоялся ещё один масштабный погром, в результате которого по данным румынской комиссии погибло 8000 и было арестовано и вывезено из Ясс 5000 евреев (по другим подсчётам, погибло 13 266 человек, включая умерших во время депортации из города). Этот погром впервые был устроен по инициативе властей. Поводом послужили обвинения ясских евреев в коллаборационизме и нападениях на румынских солдат. Антонеску проводил жёсткую политику по отношению к нерумынам, в первую очередь евреям. Несмотря на это, ему противостояли Союз Евреев Румынии и Еврейская партия. Последняя даже отправляла гуманитарную помощь в концлагеря и гетто Транснистрии.
Для реализации желаний Антонеску при его содействии был разработан специальный план по ликвидации всех евреев Румынии. Согласно плану, первыми должны были быть уничтожены евреи Буковины, Бессарабии, Транснистрии. Вслед за репрессиями против евреев Украины и Молдовы с перерывом в 5 лет должно было начаться массовое выселение евреев из центральной части Румынии. Всего в Румынии (с Бессарабией и Буковиной) проживало около 600 000 евреев. Непосредственно исполнение плана началось 17 июля. Тогда Антонеску, находясь в Бельцах, отдал приказ создать на оккупированных территориях гетто и концентрационные лагеря. Крупнейшими из лагерей стали Вертюжанский, Секуренский и Единцкий. Кроме того, в Кишинёве было образовано гетто.

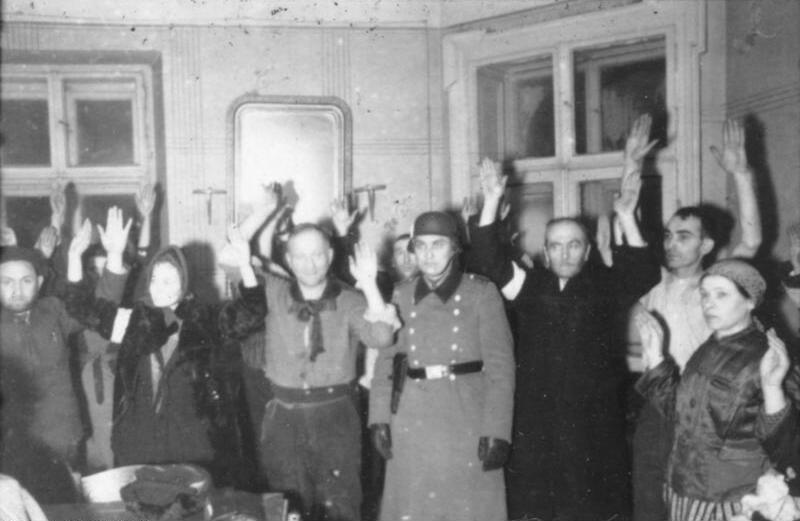
Румыния, арест евреев для дальнейшей депортации

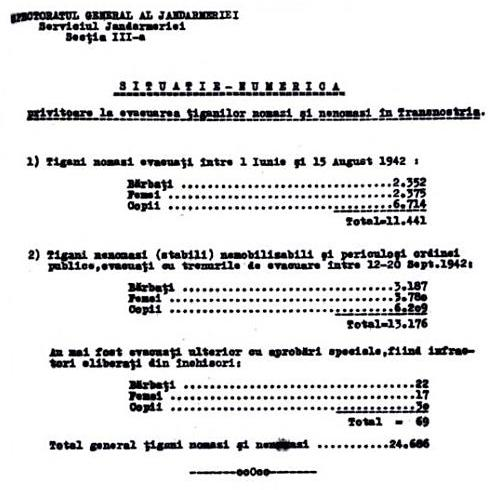
Отчёт 1942 года о депортациях румынских цыган в Транснистрию

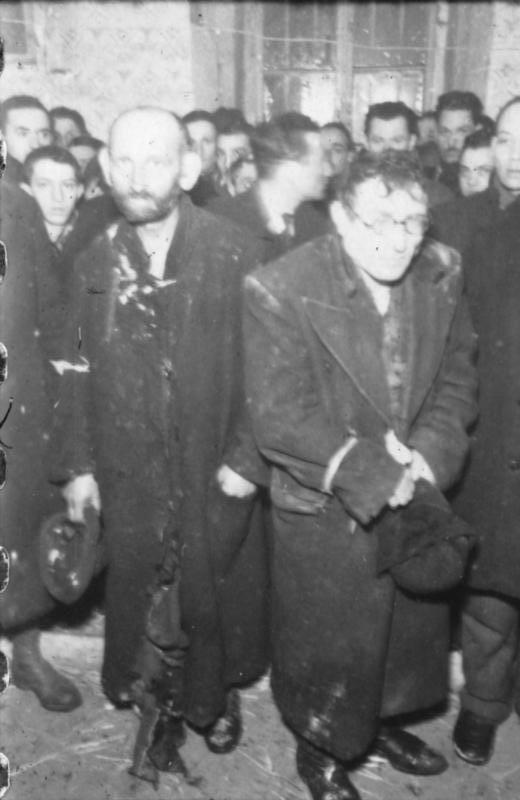
Арестованные румынские евреи

Однако в концлагеря Буковины и Бессарабии первыми прибыли не евреи, а цыгане. В Румынии было арестовано 30 000 цыган, ещё 6100 было арестовано в Молдове и на Украине. Большинство из них было депортированы в сформированное на оккупированной территории бывшей МАССР губернаторство Транснистрия и собраны в концлагерях под Тирасполем. Из 25 тысяч цыганских узников концлагерей погибло около 11 тысяч. Вслед за ними в концлагеря Бессарабского и Буковинского губернаторств начали переводить румынских и местных евреев.
7 сентября Антонеску посчитал, что евреев нужно выселять за Днестр. Для таких массовых депортаций был разработан специальный план и маршруты. Все арестованные евреи должны были идти пешком (см. Марши смерти), а если кто-то отставал или не мог идти, подлежал расстрелу на месте. Для того, чтобы проводить подобные расстрелы, вдоль дорог на расстоянии 10 км друг от друга были вырыты ямы на 100 человек каждая. Расстрелянных сбрасывали в эти ямы. 9 декабря цыган и евреев полностью перевели из концлагерей Бессарабии и Буковины в концлагеря Транснистрии. К ним присоединились местные евреи, в частности из Одессы, а также с левобережья Южного Буга.
Однако румынская администрация не ожидала такого большого количества заключённых. Лагеря Транснистрии были переполнены, в связи с этим конвои совершали переходы от одного лагеря к другому. В концлагерях часто не было построек и пропитания, в связи с чем часть евреев погибла от голода и холода. Особенно высокая смертность среди заключённых наблюдалась зимой 1941—1942 годов. Из-за голода и болезней многие из заключённых не доживали до казни. Умерших не хоронили, что приводило к новым вспышкам заболеваний. В Транснистрии в жудеце (округе) Голта сложилась наихудшая ситуация. Этот жудец (округ) получил неофициальное название «королевство смерти», поскольку там располагались крупнейшие концентрационные лагеря Румынии. Это были Богдановка, Доманевка, Акмачетка и Мостовое. Зимой 1941—1942 годов в этих лагерях произошли масштабные массовые расстрелы евреев. На берегу Южного Буга всего за несколько дней расстреляли 40 000 узников, ещё 5000 было сожжено заживо в Богдановке.
Ситуация изменилась весной 1942 года. В гетто и концлагерях Транснистрии при содействии румынской администрации стали формироваться системы управления. Каждым лагерем или гетто управлял «президент общины», которому подчинялись строго структурированные социальные службы и кустарное производство. Кроме того, оставшиеся на свободе румынские евреи стали регулярно посылать в Транснистрию продовольственную помощь узникам концлагерей. Благодаря этому именно в Транснистрии уцелело около 70 % всех выживших во время оккупации евреев.
По утверждениям румынской стороны, румынская администрация Буковины, Бессарабии и Транснистрии за всё время оккупации казнили в лагерях 270 000 человек. Когда советские армии пересекли Южный Буг и вступили на правый берег реки, Антонеску срочно отдал приказ выкапывать тела казнённых евреев и сжигать их. В то же время по неточным данным только зимой 1941—1942 годов в отдельно взятой Транснистрии было казнено 250 000 евреев. В 1944 году на оккупированных Румынией советских территориях выжили 50 000 евреев и 15 000 цыган. В самой Румынии в 1947 году насчитывалось 428 300 евреев, часть из выживших между 1944 и 1947 годами покинули страну.

#### Воздушные бомбардировки Румынии

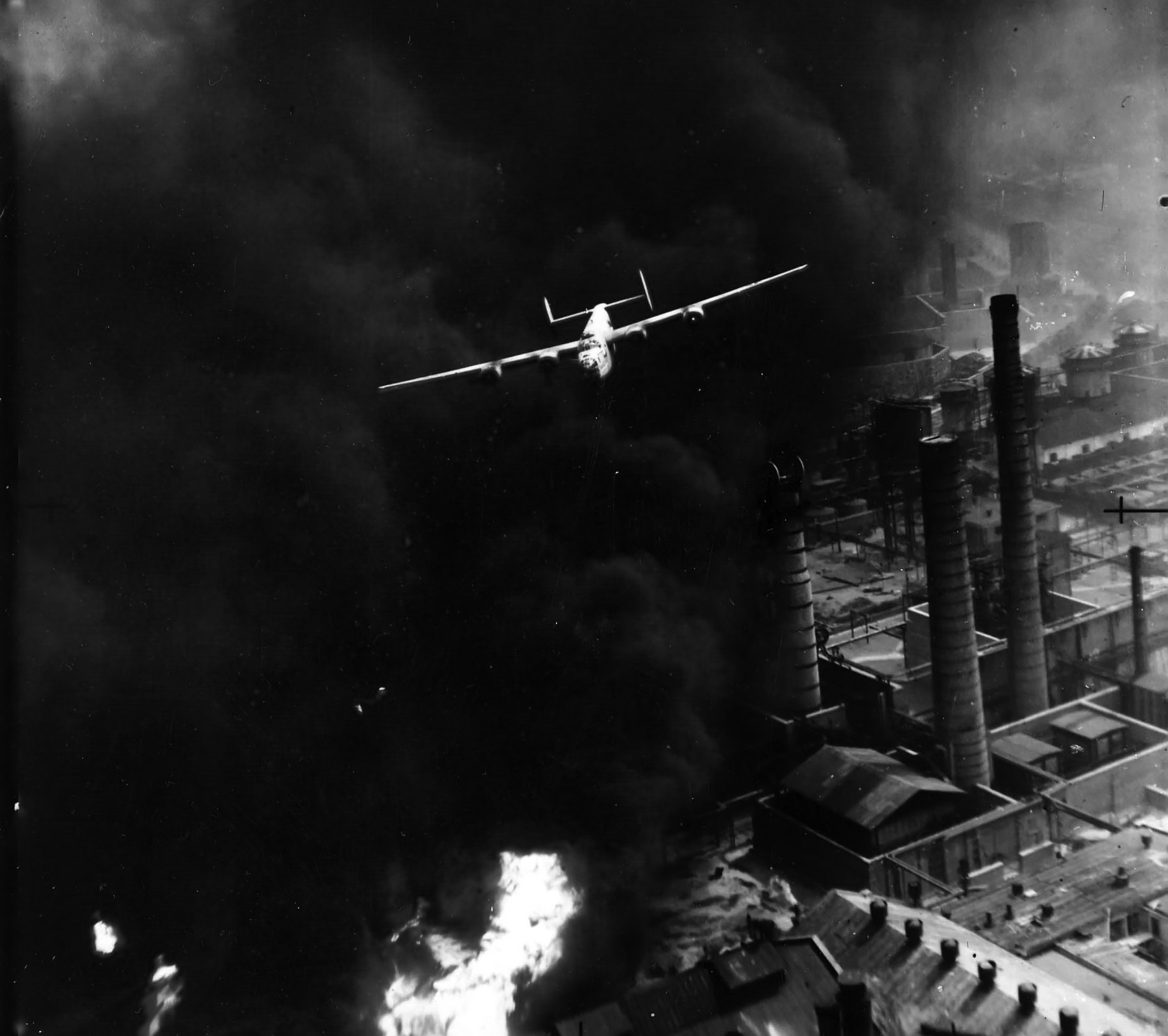
Американский B-24 над горящими нефтехранилищами в Плоешти

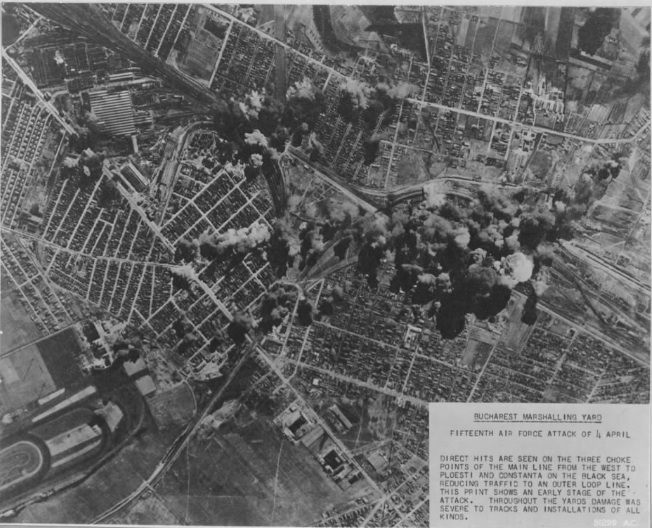
Бомбардировка Бухареста 4 апреля 1944 года

Первые воздушные бомбардировки Румынии начались в июне 1941 года. Они были связаны с нападением Румынии на СССР и вскоре прекратились, так как советские войска покинули приграничные регионы, в связи с чем Румыния стала недосягаемой для советской авиации.
В 1943 году румынские нефтехранилища стали целью для американских бомбардировщиков. Операция по уничтожению очистительных заводов и нефтехранилищ получила название «Tidal Wave» («Приливная волна»). Бомбардировщики ВВС Армии США вылетели 1 августа из Бенгази в Ливии. Главной целью бомбардировщиков стали города Плоешти, Кымпина, Тырговиште и Бухарест. Часть самолётов вернулась на базу, ещё не достигнув цели. Воспрепятствовать бомбардировкам городов попытались силы люфтваффе и румынских ВВС, однако американским самолётам удалось нанести удары по целям.
4 апреля 1944 года американская авиация попыталась воспрепятствовать проведению операции «60 000» (эвакуации румынско-германских войск из Крыма). Налётам подвергались румынские транспортные суда и портовые города, а также Бухарест. Авианалёт длился два часа, за это время от бомб погибло 5000 человек. 15 апреля британские ВВС осуществили ещё один авианалёт на Бухарест. 23 августа того же года, во время государственного переворота Михая I, уже силы люфтваффе совершили одну бомбардировку Бухареста, однако германская авиация, расположенная севернее города, была вовремя уничтожена американскими и британскими ВВС.

### Поражение румынских войск

#### Кубань и Таманский полуостров
В декабре румынские войска были разбиты под Сталинградом, а на Кавказе для 2-й горной дивизии сложилась тяжёлая ситуация. 2-я дивизия 4 декабря 1942 года получила приказ покинуть Северную Осетию. Отступление проводилось в сложных условиях, при низкой температуре и постоянных атаках советских войск. На Кубани уже находилась 17-я германская армия, в которой насчитывалось 64 000 румынских солдат.
11 января 1943 года 6-я и 9-я кавалерийские дивизии вместе с немецким 44-м корпусом преградили путь Красной армии к Краснодару. 16 января 9-я дивизия вступила в бой с тремя советскими дивизиями, в ходе которого смогла отразить атаку. 12 февраля войска Красной армии вошли в Краснодар, а затем предприняли попытку выбить германские армии с Кубани. 2-я румынская горная дивизия оказалась в тяжёлом положении, в связи с чем 20 февраля германская 9-я пехотная дивизия и 3-я румынская горная дивизия на время приостановили советское наступление и прорвались ко 2-й дивизии.
Одновременно происходила реорганизация кубанского фронта. Две румынские кавалерийские дивизии были направлены к Анапе и на черноморское побережье. Остальные румынские дивизии были прикреплены к германским войскам или разделены на несколько частей. 2-я горная дивизия осталась на прежних позициях. Эта реорганизация предшествовала советскому наступлению в направлении Таманского полуострова. Наступление началось 25 февраля 1943 года. 17-й немецкой армии удалось удержать позиции и отразить атаку, также на своих позициях оставались все румынские части. Несмотря на успешные действия румынско-германских войск, они понесли большие потери. Из-за этого 17-я армия сократила линию фронта, а 2-я горная дивизия покинула Кубань и отошла в Крым. 25 марта советские войска вновь попытались прорвать германскую оборону, но наступление снова завершилось неудачей. Во время боя отличился 1-й румынский батальон, который не позволил Красной армии окружить 17-ю армию. Во время третьего советского наступления в апреле 19-я дивизия была вынуждена отойти в тыл в связи с большими потерями. 26 мая началось четвёртое наступление, на этот раз главным направлением стало Анапское. В ходе боёв Красной армии к 4 июня удалось взять только высоту 121. К тому моменту 19-я дивизия вернулась на фронт.

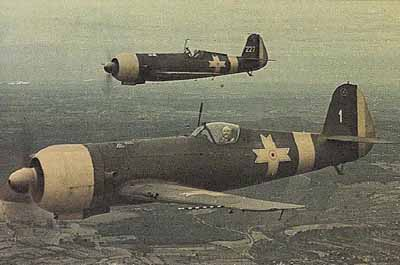
Румынские IAR 80 во время боевого вылета (1942 или 1943)

В начале июня 1943 года интенсивность боёв в Кубани снизилась, во время перерыва 3-я горная дивизия была отправлена в Крым. 16 июля советские войска начали ещё одно наступление, однако были отброшены на исходные позиции. 22 июля два советских батальона прорвались к Новороссийску, все попытки отразить наступление были безуспешными. Во время боя за город румынско-германские войска понесли большие потери, отдельные части потеряли более 50 % личного состава. Тем временем эвакуация румынских войск в Крым продолжалась, румынские военно-воздушные части были отправлены в Керчь, 6-я кавалерийская дивизия тоже была отправлена в Крым. Ей на замену прибыла 4-я горная дивизия.
9 сентября началась Новороссийско-Таманская наступательная операция Красной армии. Для того чтобы не потерять контроль над Новороссийском румынско-германские войска бросили в бой все силы. Однако Красная армия провела 10 сентября десантную операцию, высадив в новороссийском порту 5000 человек. 15 сентября сражение за Новороссийск окончилось — немецко-румынские войска были выбиты из него. На севере Кубани также складывалась тяжёлая ситуация, в связи с чем румынские войска начали отступление.
С 4 сентября начали разрабатываться планы эвакуации румынско-немецких войск с Таманского полуострова, а в середине сентября после разгрома немецких войск в Новороссийске началась эвакуация. 1-я и 4-я дивизии покинули регион на самолётах 20 сентября. 24 и 25 сентября из Кубани в Крым отступили остальные румынские части, но 10-я пехотная дивизия попала в Крым только 1 октября. Отступление сопровождалось постоянными боями с советскими войсками. В итоге с февраля по октябрь румынские войска потеряли 9668 человек (из них 1598 убиты, 7264 ранены и 806 пропали без вести).

#### Отступление из Крыма, операция «60 000»

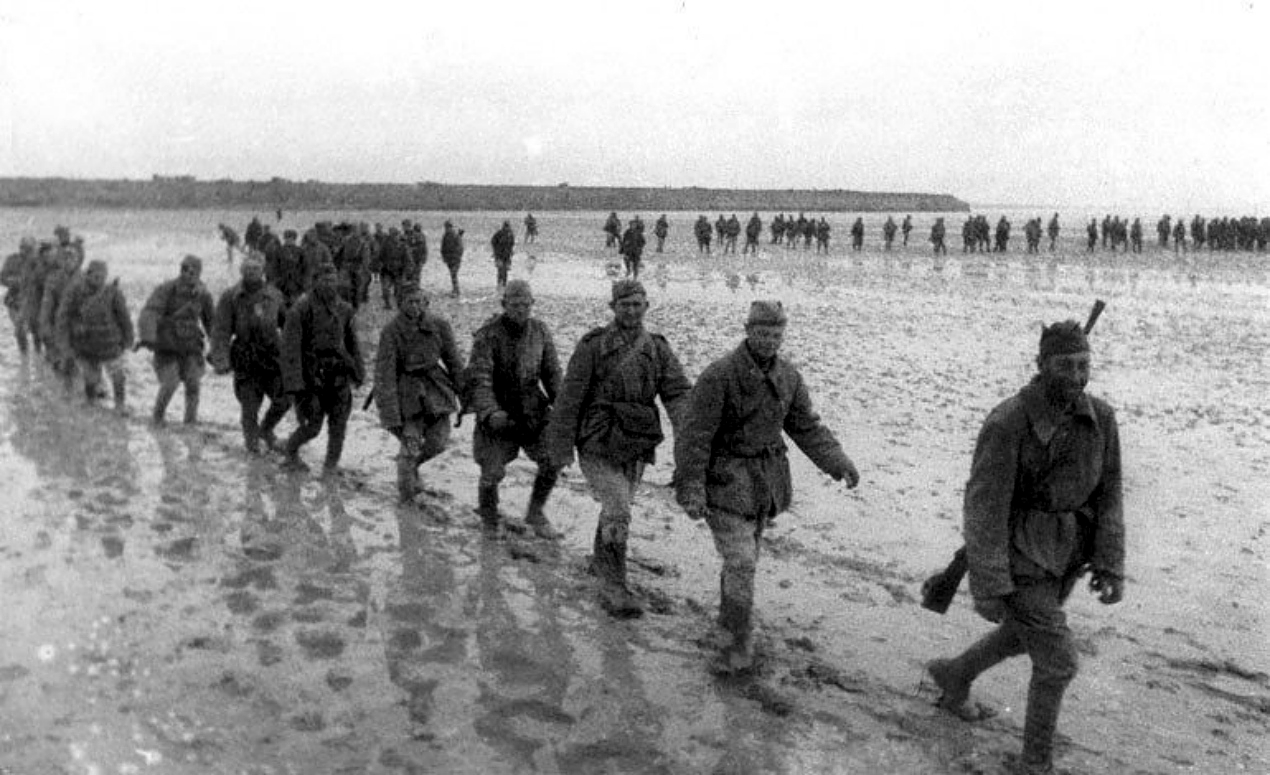
Советские войска переходят Сиваш

Осенью 1943 года ситуация на восточном фронте для Румынии ухудшалась. Советские войска достигли Перекопа, и румынско-германские армии, только недавно эвакуированные с Кубани, оказались изолированы в Крыму. На полуострове находилась 17-я германская армия, румынский корпус (6-я и 9-я кавалерийские дивизии, 10-я и 9-я пехотные дивизии) и горный корпус (1-я, 2-я и 3-я румынские горные дивизии). Этих сил было недостаточно, чтобы обороняться по периметру всего полуострова, поэтому войска были сконцентрированы в наиболее важных стратегических пунктах.
1 ноября 1943 года 4-й Украинский фронт полностью перекрыл Перекопский перешеек, после чего войска фронта начали подготовку к переправе через Сиваш. Одновременно возле Керчи был высажен советский десант. В связи с этими событиями румынские части были срочно переброшены на север полуострова к Сивашу. 19 ноября начались бои за контроль над озером, попытки Красной армии прорваться вглубь Крыма были пресечены, но важные плацдармы для последующего наступления в Крыму она удержала. 12 декабря румынские войска вернулись на юг Крыма, их заменила 336-я немецкая дивизия.

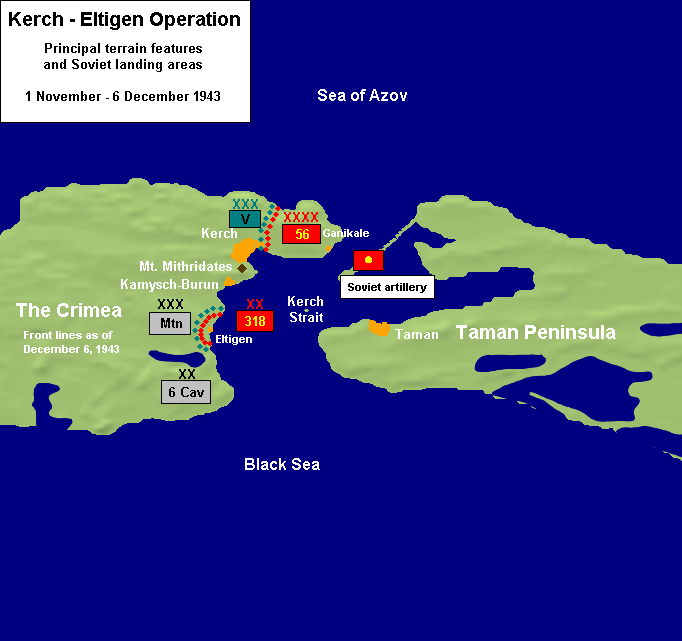
Схема Керченско-Эльтигенской десантной операции

Пока у Сиваша шли бои, на Керченском полуострове действовала румынская кавалерия. 4 декабря немецко-румынские войска попытались переломить ситуацию на Керченском полуострове в свою пользу, предприняв контрнаступление. В нём приняла участие 6-я румынская кавалерийская дивизия, которой удалось временно изменить ситуацию на правом фланге в свою пользу. 7 декабря произошло генеральное наступление на советские войска, румынская кавалерия смогла овладеть ключевой позицией — высотой 37. 11 декабря румынские войска атаковали 318-ю советскую дивизию южнее Керчи, в результате нападения погибло 1100 красноармейцев, а кавалерия вышла к Керченскому проливу.
В конце 1943—начале 1944 года в Крымских горах активизировались партизаны. Приказ подавить партизанское движение был отдан румынскому горному корпусу. Тот прибыл к Симферополю, и 29 декабря начались бои с подпольщиками. Численность румынских войск значительно превосходила численность партизан, несмотря на это кровопролитные бои южнее Симферополя длились до 4 января. Партизаны потерпели поражение, но в тылу у германских войск продолжали действовать другие отряды подпольщиков.
В начале 1944 года на фронте в Крыму наблюдалось затишье. Им воспользовалось советское командование, которое готовило войска к наступлению на Крым. В свою очередь, 17-я германская армия сооружала укрепления и готовилась к обороне. 4-й Украинский фронт на севере Крыма сосредоточил силы в 462 400 солдат, 5982 артиллерийских орудия, 559 танков и САУ и 1250 самолётов. СССР на этом участке фронта имел превосходство по численности войск: 2,4 к 1 в пехоте, 6 к 1 в артиллерии, 2,6 к 1 в танках и 8 к 1 в авиации. Германская сторона обладала меньшей численностью войск. Она выставила к бою 230 000 солдат, 1200 орудий и 200 танков и САУ, которые были расположены небольшими группами вдоль всей линии фронта.

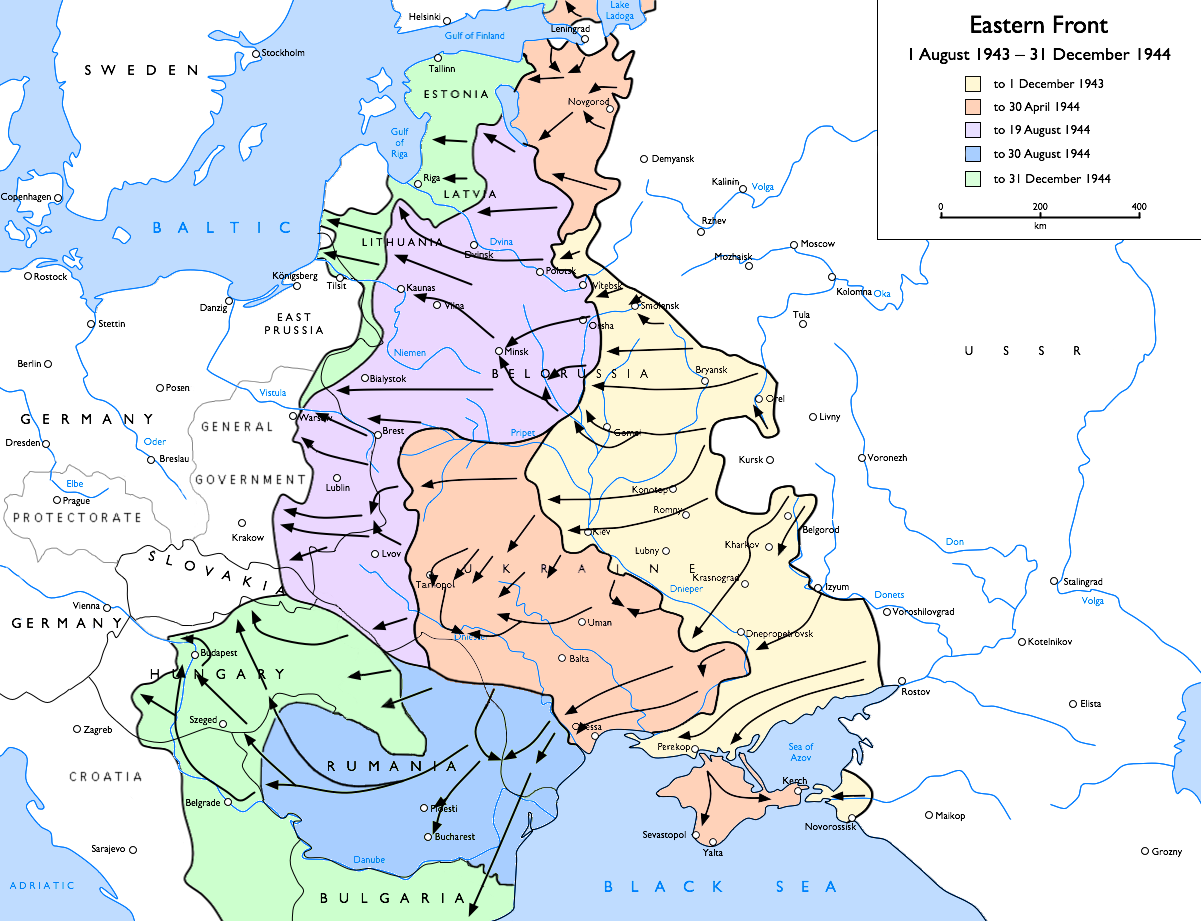
Операции РККА с 1 августа 1943 по 31 декабря 1944

7 апреля началось генеральное сражение за Крым с атаки советских войск на 33-й пехотный полк 10-й румынской дивизии. Полк в результате атаки оказался разделён на две части, но благодаря нескольким контрнаступлениям удалось восстановить фронт по прежней линии. 8 апреля началось общее наступление Красной армии, на этот раз через Сиваш на позиции 336-й немецкой и 10-й румынской дивизий. Оно сопровождалось авианалётами на позиции немецко-румынских войск. Утром 9 апреля советскими войсками был взят Армянск, а днём разбита 50-я немецкая дивизия. Её остатки начали отступление на юг. 10 апреля командование 17-й армии отдало приказ об отступлении к Севастополю. Но 10-я дивизия и 19-я дивизия не успели прибыть к городу, поскольку их опередили советские механизированные части. Им пришлось пробиваться сквозь войска противника. 11 апреля румынско-германские войска достигли Джанкоя, где их атаковали две танковые советские бригады. 12 апреля две румынские дивизии достигли Севастополя, пройдя 120 км за два дня и понеся большие потери. Однако румынские горные войска всё ещё находились на линии фронта, прикрывая отступавший через Крымские горы 5-й немецкий корпус. В ночь с 14 на 15 апреля румынские части, выполнив приказ и прикрыв германский корпус, начали отступление из Алушты, где находились при выполнении задания. К 20 апреля из двух батальонов, вышедших из Алушты, до Севастополя добрались только капитан и два солдата. В ходе отступления в Севастополь румынские войска потеряли 17 650 человек.
В апреле началась операция «60 000» — операция по эвакуации немецко-румынских войск из Крыма, получившая такое название из-за предполагаемой численности румынского контингента на полуострове. Она состояла из двух фаз: с 12 апреля по 5 мая и с 6 по 13 мая. В операции принял участие почти весь флот Румынии, войска вывозились в Румынию и Херсон. Во время первой фазы были эвакуированы 22 770 румын и 28 390 немцев, во время второй фазы Крым покинуло 36 550 румын и 58 480 немцев, военнослужащие из словацкого контингента. Было также вывезено некоторое количество находившихся в Крыму советских военнопленных.
15 апреля советские войска вплотную подошли к Севастополю. 5 мая 4-й Украинский фронт начал новое масштабное наступление на город, который был взят 9 мая, окончательное сопротивление немецко-румынских войск в Крыму было ликвидировано 12 мая.

#### Потеря контроля над Бессарабией, Буковиной, Транснистрией
Параллельно с боями в Крыму шло наступление советских войск на запад, в частности, в направлении Румынии. 13 марта 1944 года в ходе Днепровско-Карпатской операции 2-й Украинский фронт подошёл к Южному Бугу. Немецко-румынские войска предприняли попытку выстроить оборонительную линию вдоль реки. Считалось, что «Буг — это плотина, о которую разбиваются все атаки русских». Однако советские войска 18 марта прорвали оборону и начали операцию по глубокому охвату 1-й немецкой танковой армии. Для этого 40-я советская армия атаковала на севере Одесской области в направлении Днестра. Когда части этой армии дошли до реки, перед ними была поставлена новая цель — дойти до Прута. 17 марта Красная армия достигла Днестровского лимана, а также заняла Ямполь. 29-й советский танковый корпус при поддержке партизан вечером того же дня взял Сороки. В последующие несколько дней румынские войска и на остальных участках фронта были вынуждены отойти за Днестр.

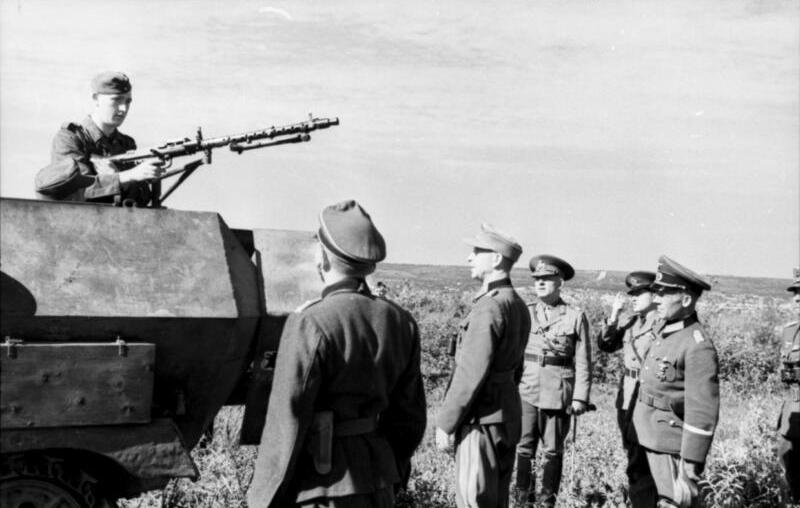
Румынские войска на юге Молдовы, 1944 год

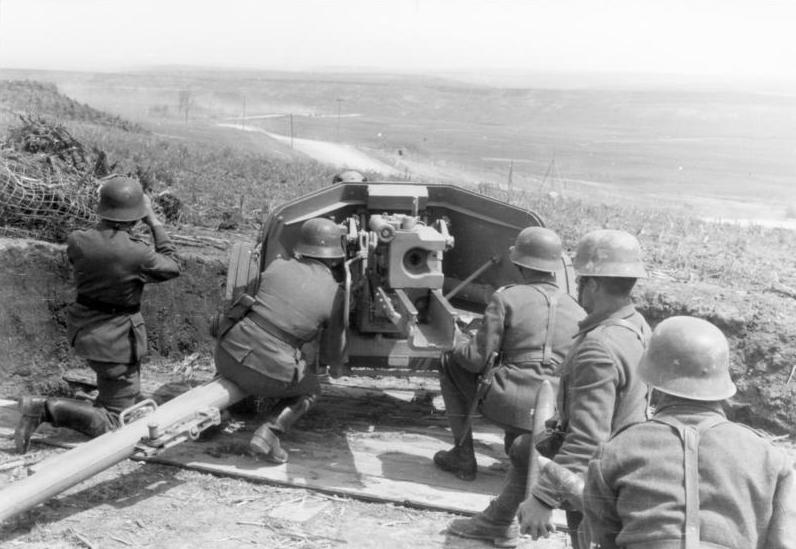
Румынская артиллерия на восточном фронте, 1944 год

19 марта Румыния в результате наступления советской армии потеряла контроль над Северной Бессарабией. Также части РККА заняли Могилёв-Подольский и Волынь. 20 марта началось форсирование Днестра. На реке все мосты были предварительно взорваны румынскими войсками, а построить понтонный мост не было возможности, поэтому передовые части пехоты переправлялась на правый берег на плотах и в бочках. После того как были отбиты небольшие плацдармы в Бессарабии, началось сооружение понтонных мостов. 21 марта через Днестр смогла переправиться бронетехника.
Наступление Красной армии в Транснистрии вызвало панику среди румынской администрации в Бессарабии и на Буковине. Из Румынии полностью прекратились поставки продовольствия и товаров, на чёрном рынке резко обвалился курс лея по отношению к советскому рублю. В Бессарабском и Буковинском губернаторствах экономика всего за несколько недель пришла в упадок.
Одновременно войска 3-го Украинского фронта при содействии Черноморского флота атаковали румынские войска в направлении Одессы. 26 марта после артиллерийской подготовки 3-й Украинский фронт форсировал Южный Буг возле Николаева, попутно заняв город. 30 марта при поддержке матросов Черноморского флота был взят Очаков. В первые дни апреля начались бои непосредственно за Одессу, и 10 апреля город был взят.
После того как был форсирован Днестр, советские войска атаковали группу армий «Юг», которая в тот момент находилась в Северной Бессарабии. Южную Бессарабию (Буджак) удерживали две румынские и одна немецкая армии. Антонеску так описывал ситуацию на фронте в письме к Гитлеру, после того как прибыл из его ставки:
Оказывается, германский фронт в этом районе отодвинут к югу намного дальше, чем это было представлено во время моего отъезда из ставки. В результате сильных атак, направленных против 1-й танковой армии, эта армия, по моему мнению, находится в весьма критическом состоянии. […] Мне кажется, что отступление 1-й танковой армии будет происходить в невыносимых условиях. Положение 8-й армии, находившейся в бреши, сделанной между Могилёвом и Каменкой, также очень ненадёжное…

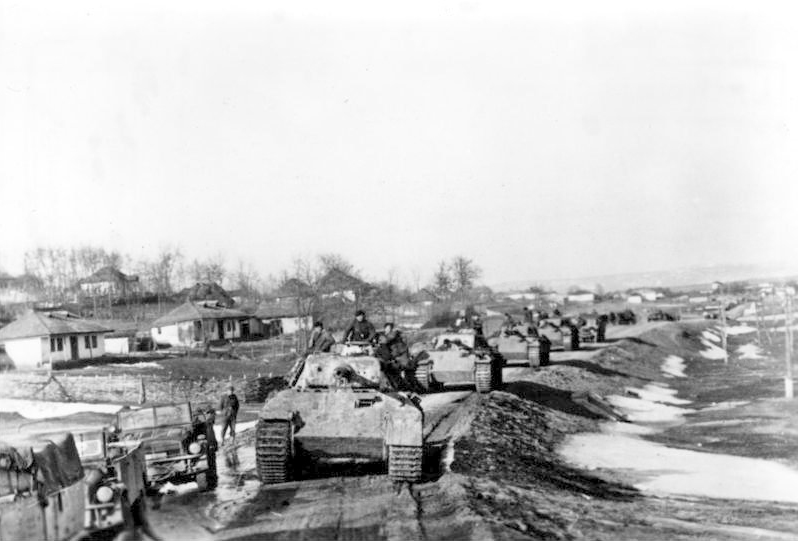
Немецкие «Пантеры» дивизии «Великая Германия» в Румынии

На севере Бессарабии шли тяжёлые бои за Могилёв-Подольский. Окружённые здесь германские армии в результате советского наступления оказались глубоко в тылу противника, и им с трудом удалось прорваться к Карпатам. После того как германские армии покинули регион, северная Бессарабия целиком контролировалась советскими войсками. Сверх того, 27 марта 1944 года военные действия были перенесены на территорию Румынии, в запрутскую Северную Молдову. Несмотря на поражение на севере, румынские войска продолжали сопротивление на юге. С 20 по 29 марта шли бои за Балту, а к началу лета фронт стабилизировался на востоке по линии Днестра и на севере по линии Рэдэуци — Пашкани — Оргеев — Дубоссары. Наступление советских войск было приостановлено, обе воюющие стороны в ходе боёв за Бессарабию были истощены. На фронте временно установилось затишье. Поражением румынских войск на севере Молдовы воспользовался СССР, предложив 12 апреля Румынии перемирие на своих условиях. Румынские власти категорически отказались от мира с Советским Союзом, продолжив войну.

Схема Ясско-Кишинёвской операции

Летом 1944 года румынские войска укрепляли свои позиции в южной Молдове и Аккерманской области. Они построили глубоко эшелонированную линию обороны, состоящую из 3—4 полос. При сооружении линии принимался во внимание ландшафт местности, труднопроходимость отдельных участков, водные преграды и возвышенности. Возле Кишинёва оборону заняли германские войска, а румынские армии расположились на флангах. Им противостояли войска 2-го и 3-го Украинских фронтов, а также Черноморский флот, находившийся в тылу.
20 августа началось наступление войск Красной армии, основными направлениями наступления стали фланги противника, где находились румынские войска. После мощной артиллерийской подготовки была полностью уничтожена первая линия обороны, а к середине дня советские войска заняли первую и в некоторых местах прорвали вторую линию обороны. 21 августа масштабные бои развязались под Яссами — там 6-я советская армия сражалась с четырьмя германскими дивизиями. В этот же день Красная армия овладела Яссами и ещё одним румынским городом — Тыргу-Фрумос.
На южном направлении 3-я румынская армия была изолирована от 6-й германской армии, что позволило их взять в кольцо. 22 августа началось отступление румынско-германских войск за Прут, но было поздно и все пути отступления контролировались советскими войсками. 24 августа 3-я румынская армия прекратила сопротивление (отчасти это было связано с государственным переворотом в Румынии), а 26 августа вся Бессарабия попала под контроль СССР.

#### Вооружённое сопротивление на территории Румынии
Несмотря на глубокий кризис в румынском обществе, организованного вооружённого сопротивления режиму Антонеску в стране не было. Страна не была оккупирована Германией, поэтому в отсутствие освободительного мотива для борьбы любое вооружённое выступление рассматривалось бы глубоко патриархальным румынским обществом как мятеж против законной власти. Находившиеся в оппозиции к Антонеску буржуазные круги не желали вооружённой борьбы с режимом, а коммунисты были слишком слабы, чтобы организовать и возглавить партизанскую борьбу, да и антикоммунистические настроения в румынском обществе были достаточно сильны. Активное сопротивление ограничивалось актами саботажа, забастовками, уклонением от призыва в армию и распространением листовок.
В попытках развернуть борьбу на румынской территории советское командование весной и летом 1944 года забросило на румынскую территорию 12 партизанских отрядов и 8 групп, включив в их состав некоторое количество бывших румынских военнопленных. Они действовали до освобождения Румынии от германских войск, провели серию диверсий на железных дорогах и нанесли некоторый урон германо-румынским войскам, но развернуть широкое партизанское движение в стране не удалось.

#### Государственный переворот, переориентация внешней политики. Ввод советских войск в Румынию

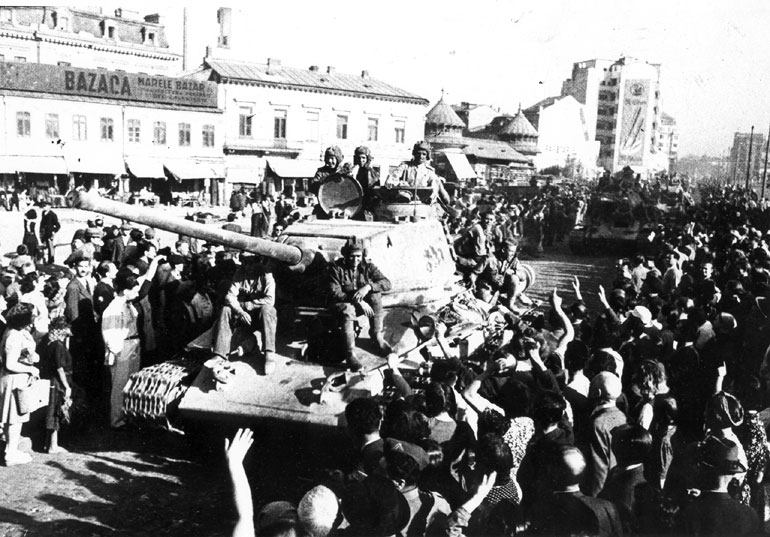
Вступление войск Красной армии в Бухарест

23 августа 1944 года Ион Антонеску со своими советниками по совету верного Михаю I Константина Сэнэтеску отправился во дворец Михая I для того, чтобы доложить о ситуации на фронте и обсудить дальнейшие военные действия. К тому моменту в ходе Ясско-Кишинёвской операции на фронте был прорыв в 100 км, и Антонеску срочно прибыл к королю. Он не знал, что Михай I и Коммунистическая партия договорились о государственном перевороте, а коммунисты даже подготавливали вооружённое восстание. Ион Антонеску, прибыв во дворец, был арестован и отстранён от власти. Одновременно в Бухаресте военные части, возглавляемые коммунистами, и добровольческие отряды взяли под свой контроль все государственные учреждения, телефонную и телеграфную станции, лишив лидеров страны и германских командиров связи с Германией. Ночью Михай I выступил в радиоэфире. Во время своей речи он объявил о смене власти в Румынии, прекращении военных действий против СССР и перемирии с Великобританией и США, а также о формировании нового правительства во главе с Константином Сэнэтеску. Несмотря на это, война продолжалась. Не все румынские офицеры знали о перемирии или поддерживали новую власть. Так, военные действия на юге Молдовы продолжались до 29 августа, но уже 31 августа советские войска заняли Бухарест.
Переворот не был выгоден Германии и германским войскам, находившимся на территории Румынии. Это была группа армий «Южная Украина», в которую входили 6-я немецкая армия, 8-я немецкая армия, 17-й армейский немецкий корпус и 2-я венгерская армия. Для того, чтобы подавить восстание в Бухаресте, туда были направлены германские части, которых остановили верные королю румынские войска. Немецкая авиация предприняла несколько бомбардировок Бухареста, румынские истребители вступали с ними в ожесточенные бои. Немецкие войска, которые находились на фронте у Прута, тоже немедленно направились в столицу Румынии, однако их окружила Красная армия. Одновременно румынскими войсками были атакованы немецкие военные части, расквартированные в Плоешти для охраны нефтяных месторождений. Эти части попытались отступить из Плоешти в Венгрию, но понесли большие потери и не смогли продвигаться дальше. В итоге в румынский плен попало более 50 000 германских солдат. Советское командование направило на помощь румынским войскам и восставшим 50 дивизий.
В постсоциалистической румынской историографии принято считать, что румынский народ самостоятельно сверг Иона Антонеску и разбил германские армии, находившиеся в Румынии, а помощь СССР и прочие внешнеполитические факторы сыграли не самую значительную роль в государственном перевороте.
Ион Антонеску был выдан Советскому Союзу, поддерживавшая его служба сигуранца была распущена. Однако позже бывшего кондукэтора СССР вернул назад в Румынию, где тот по приговору трибунала был расстрелян вместе с некоторыми своими приближёнными.

### Финальный период войны

#### Война в Трансильвании

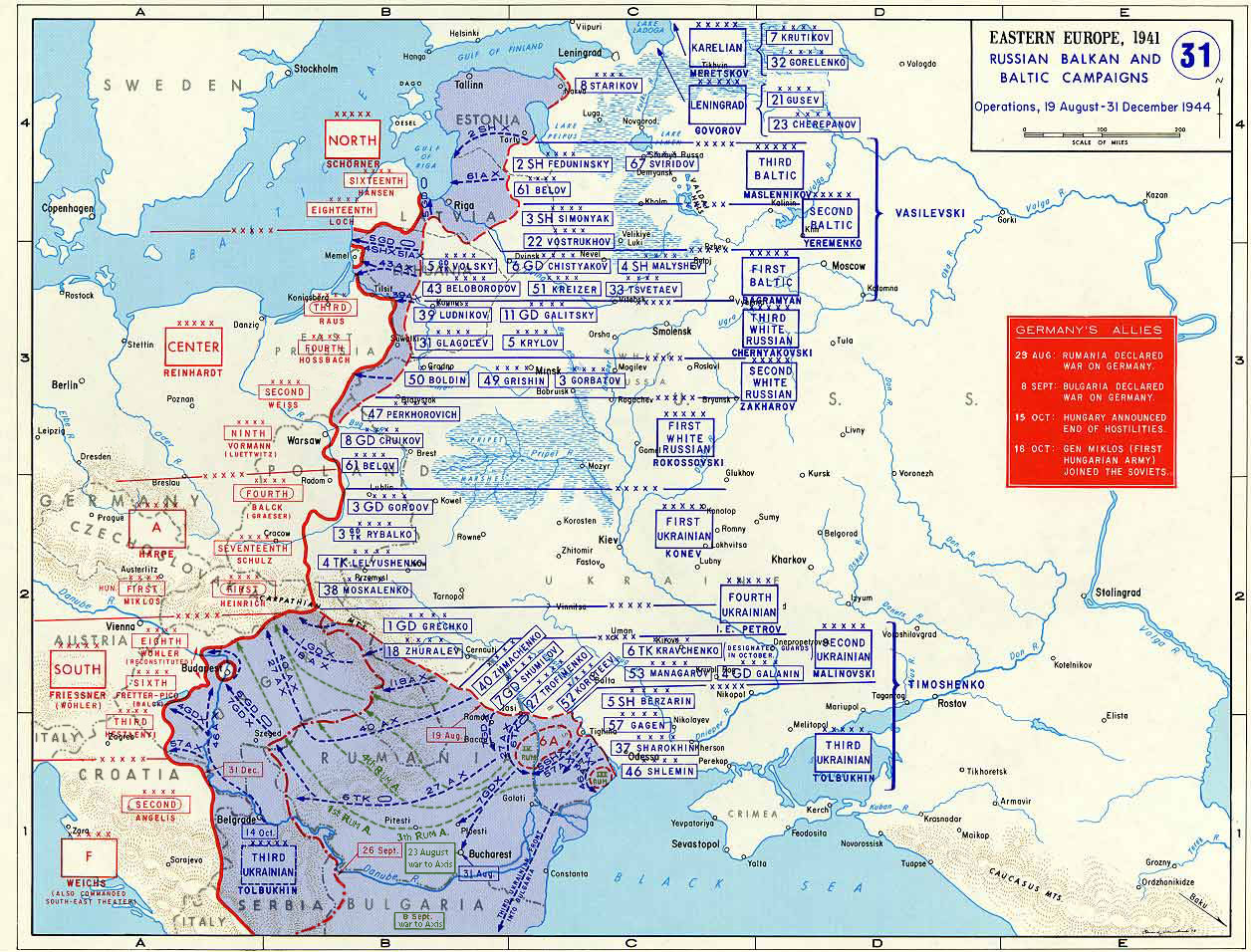
Операции Красной армии в Прибалтике и на Балканах с 19 августа по 31 декабря 1944 года

Хотя Бухарест и часть Румынии были под контролем СССР, на остальной территории страны ещё находились германские и венгерские войска. Для окончательного освобождения от них территории страны советские войска 30 августа начали Бухарестско-Арадскую операцию. 2-й Украинский фронт продвигался в направлении Трансильвании, прямо через Карпаты. Там он встретил сопротивление на ключевых горных перевалах Кымпулунг-Молдовенеск, Онешти, Ойтуз и Георгени. Другая часть фронта продвигалась по направлению к Югославии, по пути взяв под свой контроль Плоешти и Турну-Северин. От этого города можно было обойти горы с юга и проникнуть таким образом в Трансильванию и Венгрию. Одновременно 4-й Украинский фронт вёл наступление в Словакию, и ему необходима была помощь.
4 сентября в ходе наступления 2-го Украинского фронта на Трансильванию начались бои за Брашов. Город был укреплён германскими войсками, однако Красная армия обошла его с тыла, одновременно заставив отступить венгерско-германские войска из Восточных Карпат. К середине сентября 53-я армия, взяв Слатину, достигла Баната. Теперь Валахия полностью контролировалась новыми властями страны, а также советскими войсками. Военные действия были перенесены в Трансильванию. К тому моменту румынские армии завершали передислокацию с востока страны на запад. 4-я румынская армия сражалась в Южной Трансильвании возле реки Мурешул, однако прежде чем она успела развернуться, её атаковали венгерские войска. В такой ситуации 4-я и 1-я румынские армии, а также 4-й армейский авиационный корпус перешли в оперативное подчинение командованию 2-го Украинского фронта. Чтобы помочь 4-й армии, фронт срочно начал наступление на северо-запад, через Карпаты. Это в корне изменило ситуацию, и венгерско-германские войска начали отступление. К 15 сентября советско-румынские войска полностью контролировали территорию Румынии по периметру границы, установленную Венскими арбитражами. Кроме того, правый фланг 2-го Украинского фронта проник на 130 км на территорию Венгрии. С румынской территории советские армии вошли в Югославию и Болгарию.
Правое крыло и центр 2-го Украинского фронта продолжили наступление в Трансильвании. Они должны были взять ключевые города региона. Левое крыло фронта двигалось через Трансильванские Альпы на Арад и Югославию. Попытка развернуть новое масштабное наступление в Трансильвании встретила сопротивление со стороны венгерско-германский войск, и всю вторую половину сентября на 2-м Украинском фронте фронте шли ожесточённые затяжные бои. Ситуация осложнялась рельефом местности и климатическими условиями. Узкие горные тропы и дороги идеально подходили для обороны, именно поэтому темпы наступления уменьшились, а линия фронта была восстановлена противником.

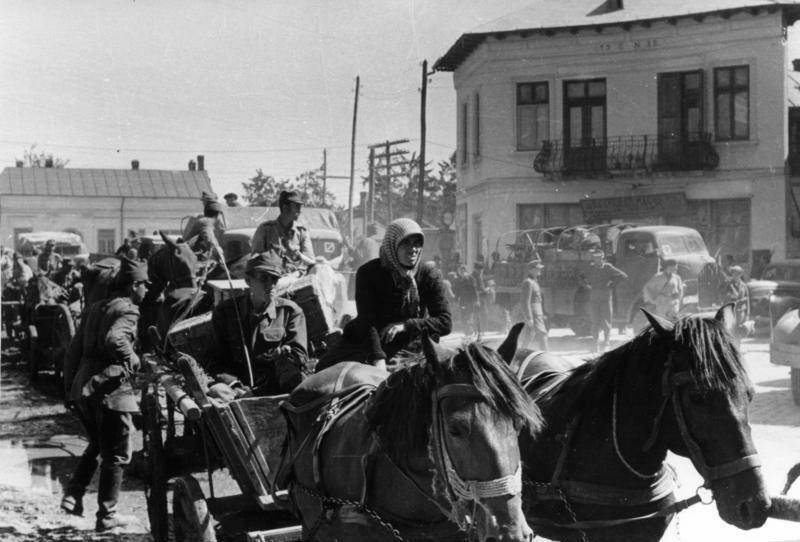
Беженцы и германские войска покидают Румынию, Карпаты,
21 июня 1944

На левом крыле фронта ситуация была другая. Здесь 53-я армия заняла Арад и успешно продвигалась на северо-запад. 24 сентября части 53-й армии вышли на довоенную границу Румынии с Венгрией в районе Мако. Это означало, что румынское правительство восстановило контроль над частью Северной Трансильвании и всей западной Румынией. Ситуация на фронте в результате наступления кардинально изменилась: если центр и правое крыло 2-го Украинского фронта не могли прорвать фронт, то левое крыло фронта находилось уже у старой венгерской границы в тылу у венгерско-германских войск, находящихся в Карпатах. В такой ситуации началась Дебреценская операция — 53-я армия вошла в Трансильванию и ударила по германским войскам с тыла. С 7 по 15 октября шло крупное танковое сражение рядом с Дебреценом, и 20 октября Красная армия овладела городом. Дальнейшие бои шли в районе города Ньиредьхаза, к концу октября советские войска овладели и этим городом. 25 октября 1944 года изгнание немецких войск из Румынии было завершено.

#### Румынские войска в союзе с Красной армией

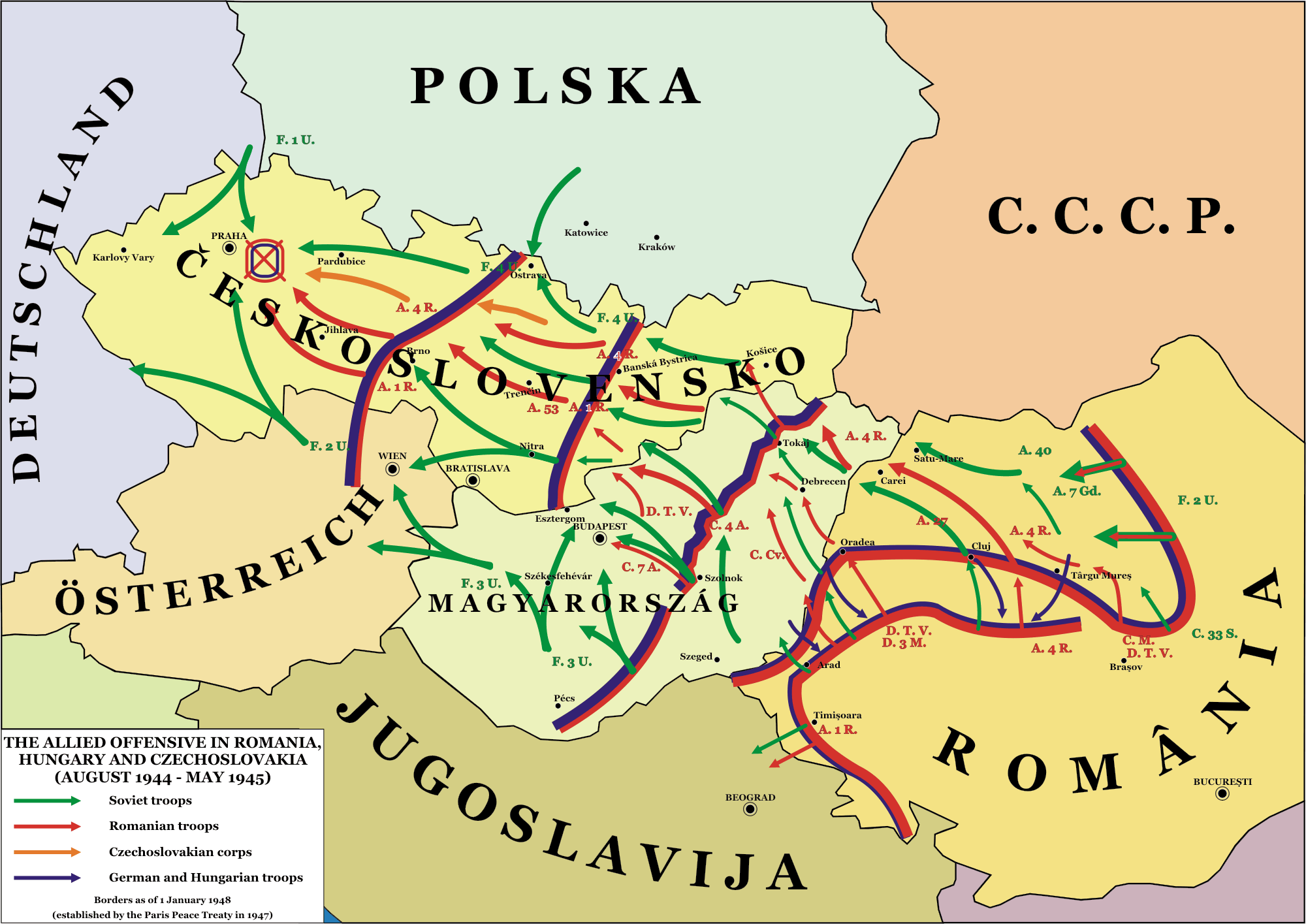
Схема боёв в Восточной Европе (1944—1945)

29 октября началась Будапештская операция, и военные действия перенеслись с территории Румынии в Венгрию. В боях в Венгрии наравне с советскими войсками принимало участие некоторое количество румынских войск (1-я и 4-я румынские армии), в том числе 1-й и 4-й румынские воздушные корпуса, прикреплённые ко 2-му Украинскому фронту, отдельный танковый полк и 1-я румынская добровольческая пехотная дивизия имени Т. Владимиреску под командованием Николае Камбря и сформированная в 1943 году под Рязанью.
Активнее всего действовала румынская авиация, которая после боёв в Румынии находилась в плачевном состоянии. После поражения германских войск в Трансильвании её перевели в Словакию, где румынские лётчики принимали участие в воздушном сражении над Римавска-Соботой. Позже румынские авиационные части перевели обратно в Румынию, откуда с 12 января 1945 года они начали совершать налёты на Будапешт. После боев в Трансильвании румынские авиационные части были переведены в Венгрию для боёв у Праги. Всего в августе 1944 — мае 1945 года румынские ВВС совершили 8542 боевых вылета против немецких войск, сбили 101 немецкий и венгерский самолёт, собственные потери в воздушных боях и от зенитного огня, а также уничтоженными на аэродромах составили 176 самолётов.
В конце 1944—1945 годах румынские сухопутные войска весьма активно сражались в составе советских фронтов. Кроме уже упомянутых Бухарестско-Арадской операции и Дебреценской операции румынские армии участвовали в Будапештской операции, в Западно-Карпатской операции, в Пражской операции.

## Последствия войны

### Голод 1945—1947 годов. Экономика
В истощённой войной Румынии к 1944 году начался сильнейший кризис. В первую очередь он сказался на крестьянстве и сельском хозяйстве, а затем охватил и остальные отрасли.

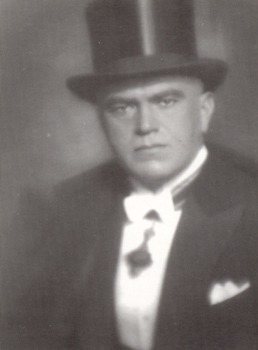
Петру Гроза

Значительную роль в послевоенном восстановлении Румынии сыграл Советский Союз. Ещё в 1945 году, когда Румыния встала на сторону стран антигитлеровской коалиции, но ещё находилась в состоянии войны, советское командование впервые предоставило румынской стороне зерно и картофель для посева. В конце того же года советское командование согласилось предоставить Румынии 150 000 т пшеницы и 150 000 т кукурузы в порядке ссуды, которую необходимо было вернуть в 1946—1947 годах. Такое количество зерна на мировом рынке на тот момент стоило 35 000 000 долларов США, что разорило бы Румынию. Сама Румыния в 1945 году собрала всего 1 300 000 тонн зерна, когда в среднеурожайные годы урожай составлял около 3—4 миллионов тонн зерна. По словам газеты «Виктория», «благодаря помощи Советского Союза […] мы избежали голода». Однако ссуда лишь временно облегчила положение в стране.
Власти Румынии не вернули ссуду. В 1946 году в стране произошла засуха, и ситуация в Румынии опять ухудшилась. Однако СССР, который тоже испытывал проблемы с продовольствием, вновь предоставил Румынии 100 000 т зерна. На этот раз было заключено торговое соглашение, поскольку Румыния не была в состоянии вернуть зерно. СССР продавал Румынии зерно по низким ценам. К примеру, на мировом рынке тонна кукурузы стоила 82 доллара США, когда советское зерно обходилось Румынии в 68 долларов. При этом оплата производилась сырьевыми поставками в СССР румынской нефти и лесостроительных материалов. Но в результате уборочной кампании того же года Румыния собрала значительно меньший урожай, чем планировалось. В 1947 году, на этот раз по просьбам румынского руководства, из СССР в Румынию было поставлено 80 000 т зерна. Премьер-министр Румынии Петру Гроза это расценил так:
Годы засухи поставили нас в тяжёлое положение… Мы были вынуждены снова стучаться в двери наших друзей на востоке. Мы знаем, что у них была засуха и что, несмотря на это, они дали нам взаймы в прошлом году 30 000 вагонов зерна с доставкой на дом, не требуя взамен никаких гарантий, не требуя золота, а мы не смогли отдать этот долг. Несмотря на это, мы снова обратились к нашим друзьям, и они поняли нас и помогают нам снова…

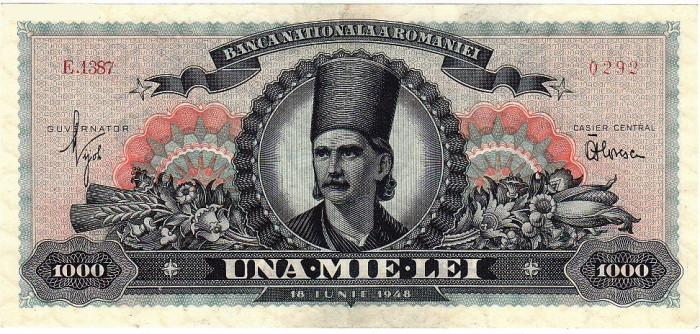
Румынский лей 1948 года номиналом 1000

Сами румынские власти, полагаясь на помощь извне, ещё в начале 1945 года провели аграрную реформу. У помещиков в пользу бедных и безземельных крестьян были конфискованы земли. В 1949—1962 годах в Румынии была проведена коллективизация по советскому образцу. 8 мая 1945 года был подписан советско-румынский договор об образовании совместных предприятий — совромов. Эти предприятия прекратили существование только в середине 1950-х годов. Совромы занимались добычей природных ресурсов в Румынии для нужд СССР и в обмен совершали поставки в Румынию необходимого оборудования из Советского Союза.
Также был национализирован Национальный банк Румынии, над кредитной сферой, производством и распределением товаров был установлен государственный контроль. В 1947 году в стране была проведена денежная реформа. Старые обесцененные деньги обменивались на новые по курсу 20 000 к 1. Лимит обмена леев для рабочих, служащих и крестьян составлял 3 000 000 лей, для прочих — 1 000 000 лей. Кроме этих мер, государство установило монополию на внешнюю торговлю. В первые годы существования Социалистической Республики Румыния экономика развивалась быстрыми темпами.

### Политика

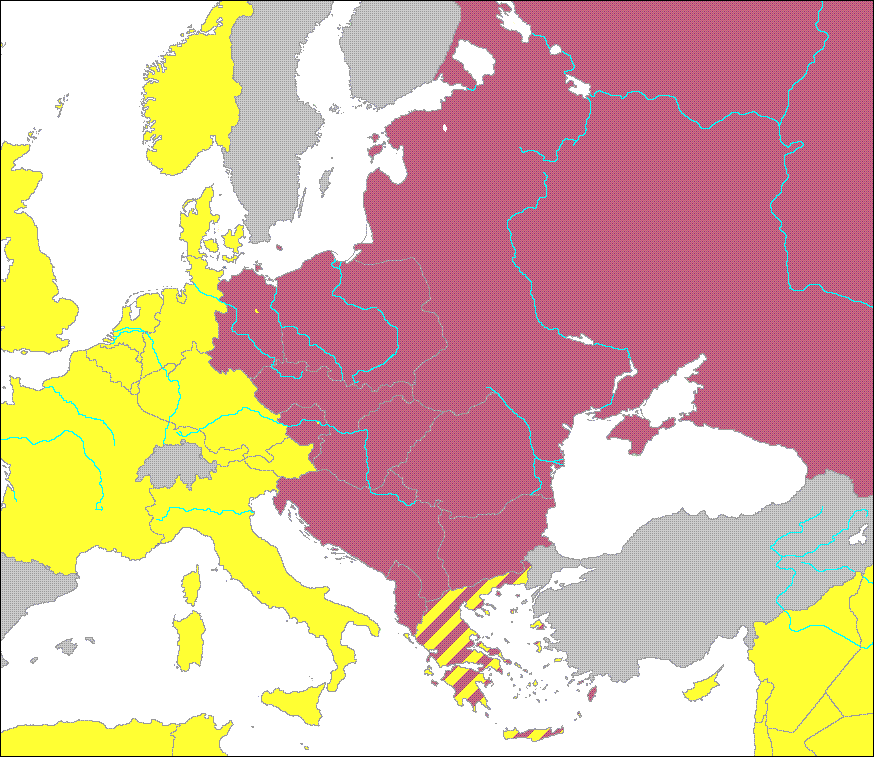
Послевоенное устройство Европы:
СССР и территории, находившиеся в его сфере влияния
Великобритания, Франция и территории, временно находившиеся под их оккупацией, а также территории под временной оккупацией США
Страны, соблюдающие нейтралитет

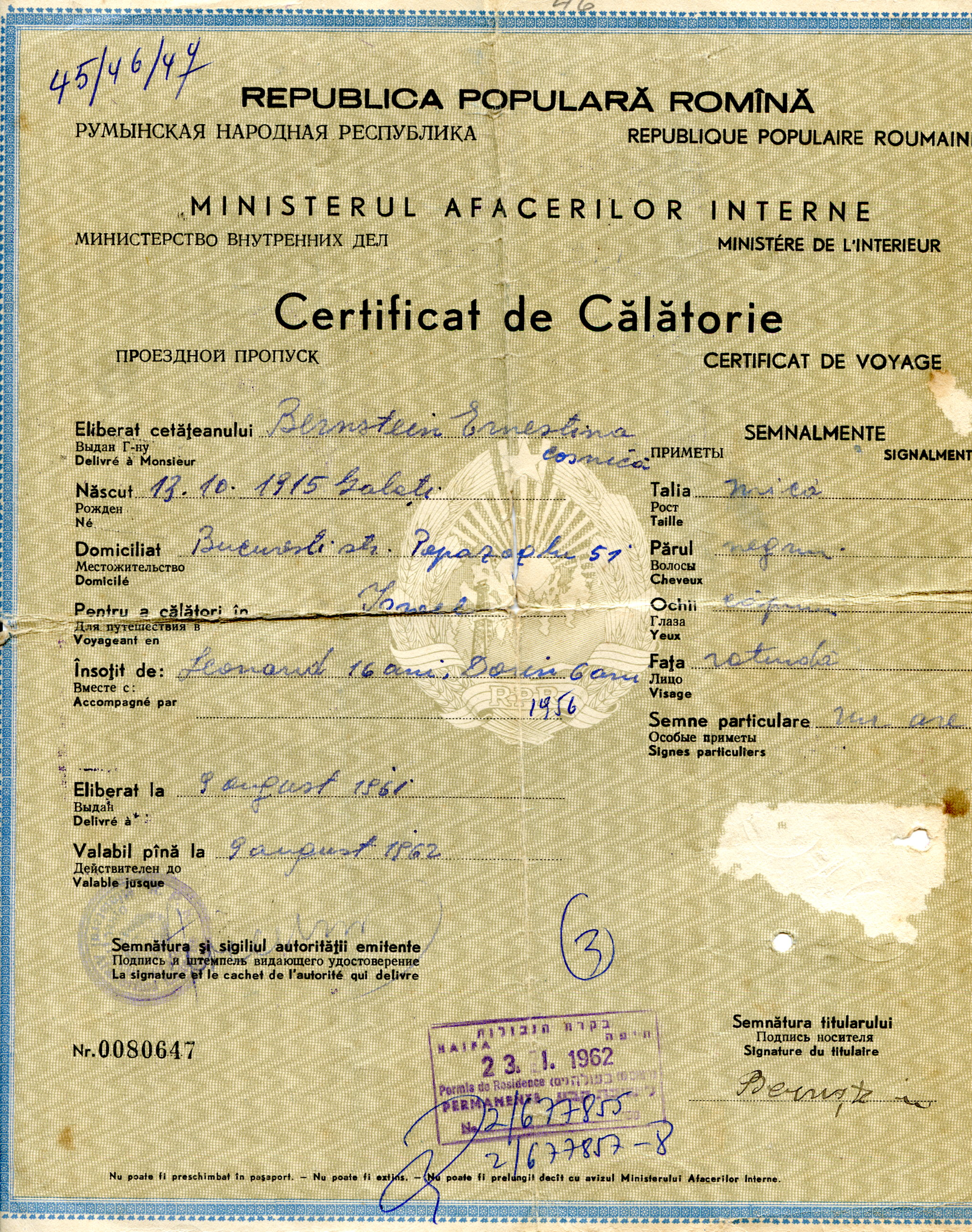
Сертификат-пропуск, использовавшийся в качестве паспорта в послевоенной Румынии

12 сентября 1944 года Румыния и СССР подписали перемирие. В октябре того же года в Москве состоялась англо-советская конференция, на которой обсуждалось будущее Балканского полуострова. В связи с наступлением Красной армии влияние СССР в регионе значительно возросло, и это обеспокоило Великобританию и её союзников. Предложение Уинстона Черчилля по временному послевоенному устройству Юго-Восточной Европы было таким:
- Румыния:
90 % территории под оккупацией СССР;
10 % — под оккупацией других стран антигитлеровской коалиции;
- Греция:
90 % — под оккупацией Великобритании и США;
10 % — под оккупацией СССР;
- Югославия:
50 % — под оккупацией СССР;
50 % — под оккупацией других стран антигитлеровской коалиции;
- Венгрия:
50 % — под оккупацией СССР;
50 % — под оккупацией других стран антигитлеровской коалиции;
- Болгария:
75 % — под оккупацией СССР;
25 % — под оккупацией других стран антигитлеровской коалиции;

Советская сторона согласилась с его предложением. Таким образом, Румыния после 1944 года попала под советское влияние. В 1947 году был подписан Парижский мирный договор, благодаря которому Советский Союз установил неограниченное военное присутствие в Румынии. Все войска прочих союзников по бывшей антигитлеровской коалиции были выведены из страны. Общая численность советских солдат, находившихся в Румынии после 1944 года, разнится в различных источниках от 750 000 до 1 000 000.
Также согласно Парижскому мирному договору Венские арбитражи аннулировались, и Северная Трансильвания возвращалась в состав Румынии. Несмотря на это, Южная Добруджа осталась в составе Болгарии, а Бессарабия и Буковина (вместе с районом Герца) окончательно отошли к СССР. 23 мая 1948 года Румыния передала Советскому Союзу остров Змеиный и часть дельты Дуная (в том числе остров Майкан и остров Ермаков). 4 июля 2003 года Румыния отказалась от территориальных претензий к России как к правопреемнику СССР. Несмотря на это, Румыния не признаёт государственной границы с Молдовой.
Первые парламентские выборы в послевоенной Румынии прошли в 1946 году. В них приняли участие почти все партии страны, однако после ареста коммунистами руководства партий национал-либералов и национал-царанистов эти партии были исключены из парламентского процесса. Фронт земледельцев прекратил существование, а Социал-демократическая партия Румынии была подвергнута чистке, после которой в 1948 году слилась с Коммунистической партией. После отречения в 1947 году короля Михая I от престола государство было провозглашено Народной Республикой Румыния (Социалистическая Республика Румыния), а Коммунистическая партия официально была провозглашена Румынской рабочей партией (РРП). Также была утверждена новая конституция 1948 года, выгодная коммунистам. После провозглашения СРР общество страны начало строиться по советскому образцу.

## Потери Румынии в войне
В ходе военных действий на советско-германском фронте на стороне Гитлера (июнь 1941 — август 1944) румынская армия потеряла 840 776 человек, из них безвозвратные потери — 475 070 человек, санитарные — 365 706 человек. Из числа безвозвратных потерь погибло и умерло — 245 388 человек, попало в плен 229 682 человек. Умерло в советском плену 54 612 румынских военнопленных.
Общие потери румынских войск в борьбе против гитлеровской Германии после августа 1944 года составили 129 316 человек, из них 37 208 человек погибшими, умершими от ран и пропавшими без вести, 92 108 человек ранеными и заболевшими.
Потери мирного населения Румынии в годы войны оказались относительно невелики ввиду того, что боевые действия на румынской территории продолжались немногим более месяца (конец августа — начало октября 1944 года), имели ярко выраженный манёвренный характер и ожесточённых многодневных сражений за города и населённые пункты, в которых гибнет много мирного населения, почти не было (только город Арад дважды переходил с боями из рук в руки). Советская авиация в 1941 и в 1944 годах бомбила военно-морскую базу Констанца, нефтезаводы в Плоешти и ряд других объектов (данных о потерях нет).
В 1942—1944 годах объекты нефтяной промышленности Румынии подвергались серии массированных ударов авиации США и Великобритании. При их отражении было сбито над Румынией 399 самолётов США и 44 самолёта Великобритании. Потери румынского гражданского населения составили убитыми 6 716 человек и 728 военнослужащих, ранения получили 6 979 мирных жителей и 717 военнослужащих.

## Антикоммунистическое партизанское движение в Румынии
В марте 1945 к власти при советской поддержке пришло правительство Петру Грозы. Премьер-министр формально не состоял в компартии, но придерживался прокоммунистических взглядов и фактически выполнял установки РКП. В 1946 было объявлено о победе РКП на выборах, а 30 декабря 1947, несмотря на общественную поддержку, отрёкся от престола король Михай I. В Румынской Народной Республике установилась однопартийная диктатура, начались преследования оппозиции и церкви, особенно греко-католической, коммунистическая идеологизация государства, экспроприация частной собственности, а с 1947 — кампания насильственной коллективизации. С конца 1947 — начала 1948 годов, в дополнение к действовавшим с конца войны вооружённым партизанским группам, всё более массово начали стихийно формироваться антикоммунистические вооружённые отряды. Идеология движения основывалась на антисталинизме и антисоветизме (эти принципы разделялись всеми участниками, в том числе оппозиционными коммунистами). Другими объединяющими началами являлись патриархальный монархизм крестьянства, православная, либо греко-католическая религиозность.
Из источников Секуритате следует, что в период 1948—1960 гг. в Румынии действовало множество вооружённых групп сопротивления, численностью от 10 до 100 человек каждая. Базировались отряды обычно в труднодоступных горных районах.
Власти бросили против партизан крупные силы «Секуритате». Временами использовались артиллерия, бронетехника и даже авиация. Активно применялся метод внедрения агентуры. Сочетание инфильтрации с массированными атаками позволили уничтожить в начале 1950-х большинство отрядов. Спорадическое сопротивление продлилось ещё десятилетие, и как считается, завершилось захватом полковника Георге Арсенеску. Символическое окончание пришлось на 1976 год — арест Иона Гаврилэ Огорану.
Общее число бойцов активного сопротивления оценивается не ниже 10 000 человек, при 40-50 000 человек поддержки. Число убитых на стороне повстанцев не может быть точно установлено.

### Наказание румынских военных преступников
20 и 21 января 1945 года в Румынии были приняты законы «О преследовании и наказании военных преступников» (он предусматривал наказание вплоть до смертной казни) и «О преследовании и наказании виновников катастрофы страны» (по нему полагалось наказание вплоть до пожизненного лишения свободы). 22 мая 1945 года 29 военных преступников были приговорены к смертной казни, а ещё 8 к пожизненному заключению (5 июня того же года смертные приговоры заменили пожизненным лишением свободы).

## Ревизионизм истории

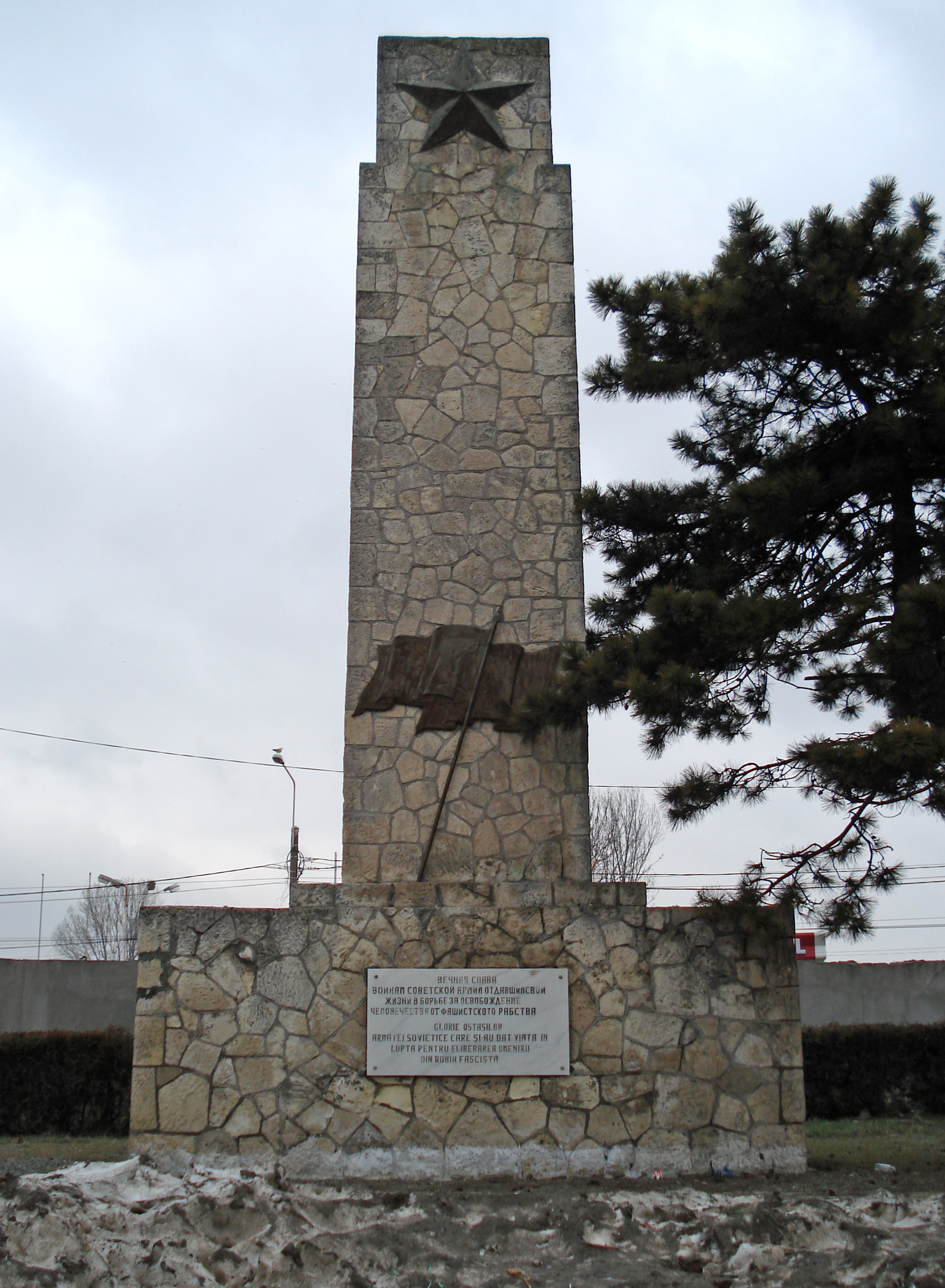
Памятник советским воинам в Констанце

В 1997 году в Румынии разразился скандал, связанный с посмертной реабилитацией лидеров фашистской Румынии. Дело о реабилитации дошло до Верховного суда страны, однако было закрыто в связи с протестами Запада. Отдельные сенаторы из США в связи с процессом угрожали лишить Румынию поддержки при вступлении в НАТО и поставили под сомнение «приверженность страны западным ценностям».
В 2001 году в Бухаресте был открыт первый в Румынии памятник Иону Антонеску. В церемонии открытия принимали участие лидер партии «Великая Румыния» Корнелиу Вадим Тудор и бывший лидер группы «Бужор», принимавшей участие в Приднестровском конфликте, Илие Илашку.
В 2006 году дело о частичной реабилитации Антонеску вновь дошло до суда. Прошение о его реабилитации подал сын бывшего губернатора Транснистрии Георге Алексяну Сорин Алексяну. 5 декабря того же года Апелляционный суд Бухареста частично оправдал Иона Антонеску и снял с него ответственность за союз с Третьим рейхом и войну против СССР. Антонеску и его соратники, по мнению суда, невиновны в военных преступлениях против мира, а война на стороне Германии была превентивно-оборонительной и юридически оправданной ввиду «постоянного и неизбежного чрезвычайного положения» на советско-румынской границе. Операция «Мюнхен» была признана легитимной, по мнению суда она является «войной за освобождение Бессарабии и Северной Буковины», а дальнейшие военные действия Румынии против СССР были предприняты для устранения советской военной угрозы. Однако уже в мае 2008 года Верховный суд Румынии признал решение Апелляционного суда Бухареста недействительным.